# Architecture aux États-Unis

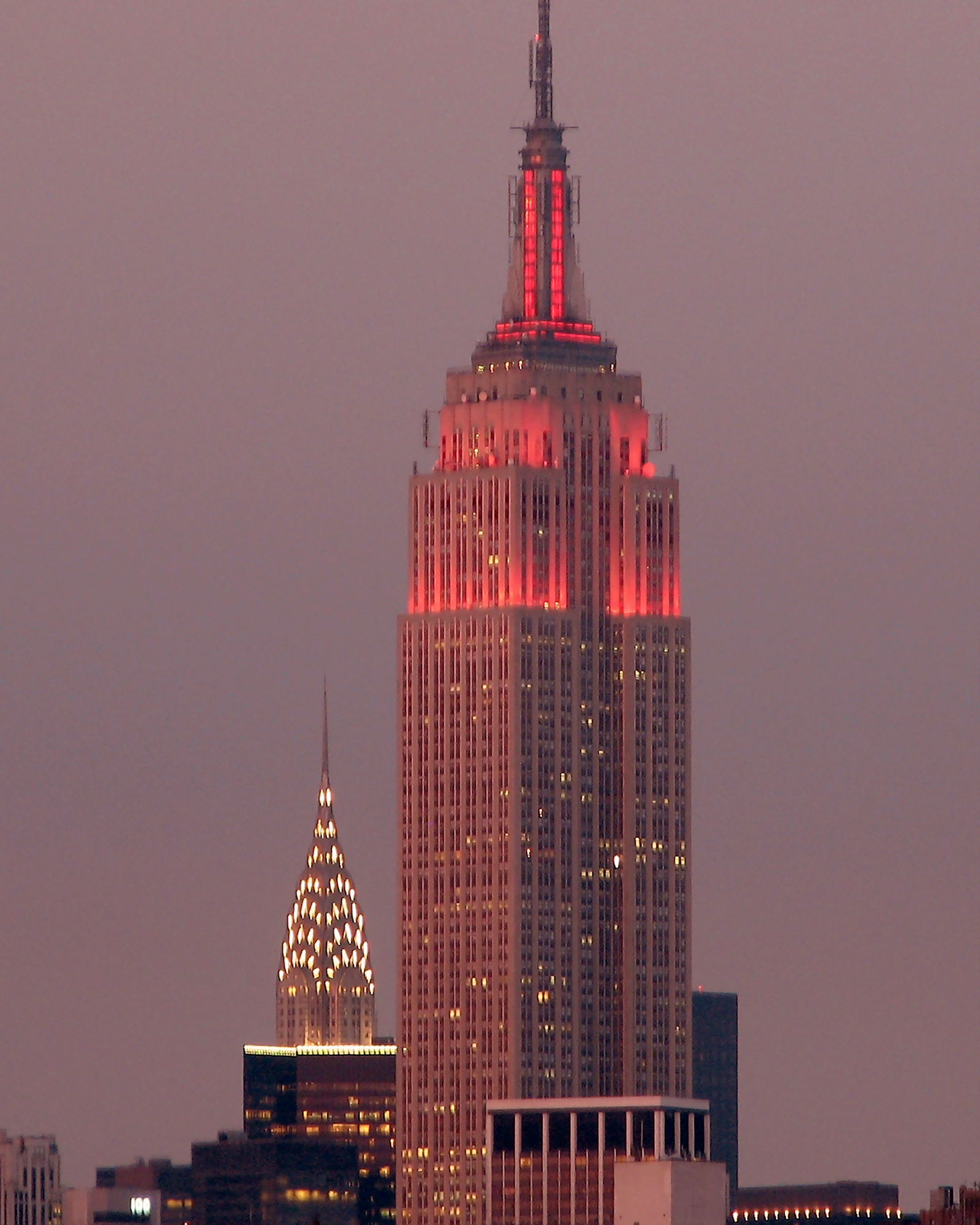
Le Chrysler Building (à gauche) et l'Empire State Building (à droite), à New York, inaugurés en 1929 et 1931, de style Art déco.

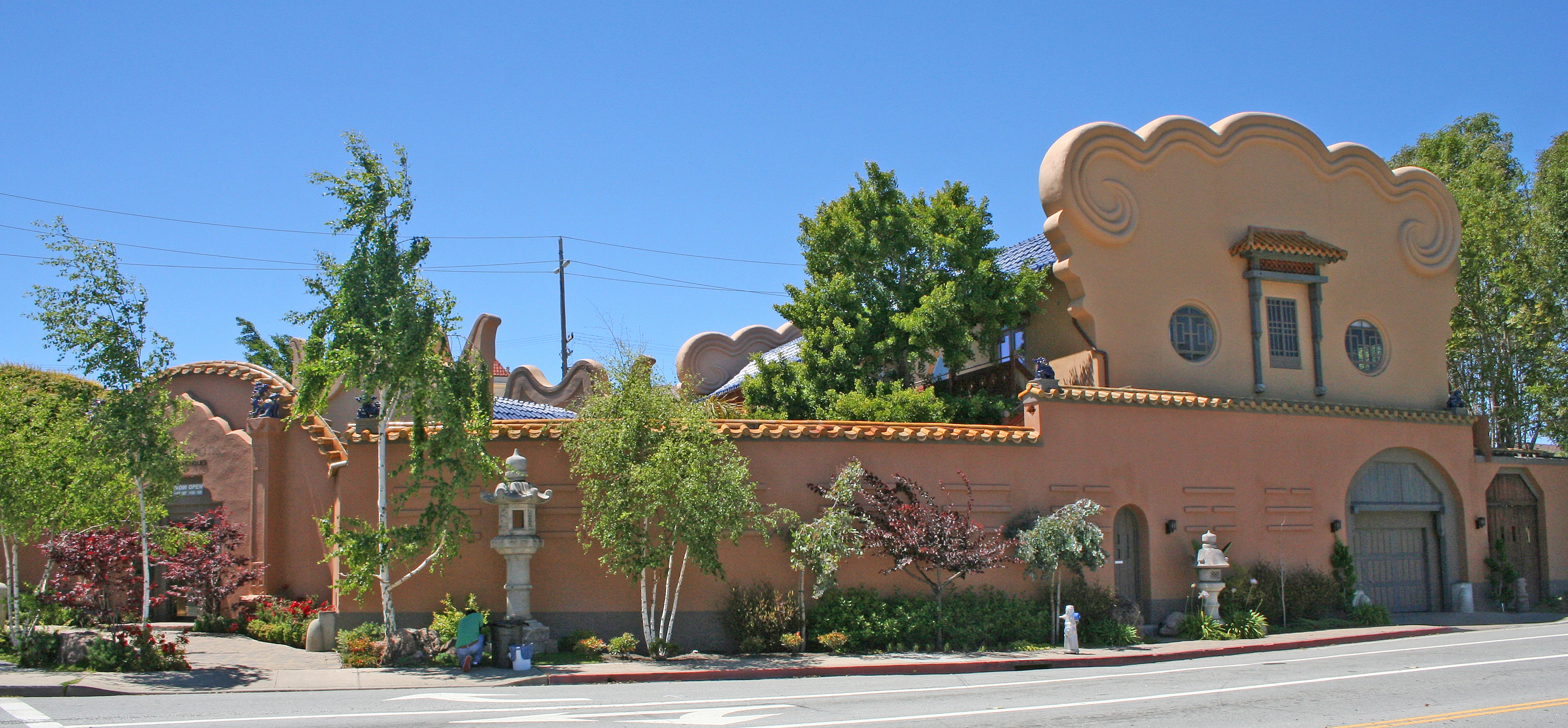
Bâtiment à l'architecture inspirée de la culture sichuan, à Monterey (Californie).

L'architecture aux États-Unis est diverse selon les périodes et les régions et s'est construite dans un premier temps grâce aux apports extérieurs, essentiellement européens, avant de connaitre une forte modernisation et d'influencer le monde entier au XXe siècle, dont l'Europe en retour. Cette architecture est marquée par l'éclectisme, car elle puise ses sources principalement dans les différents styles historiques de l'architecture européenne, mais aussi par un gigantisme nouveau, symbole de la puissance économique atteinte par le pays, ainsi que par une certaine avance technologique relativement à son époque.
Les États-Unis ont une histoire assez récente et les Amérindiens n'y ont pas laissé de bâtiments aussi spectaculaires que dans d'autres pays du continent. C'est pourquoi l'architecture américaine est marquée par la modernité et l'on pense spontanément aux gratte-ciel comme symboles culturels du pays.

## L'architecture des Amérindiens sur le territoire actuel des États-Unis

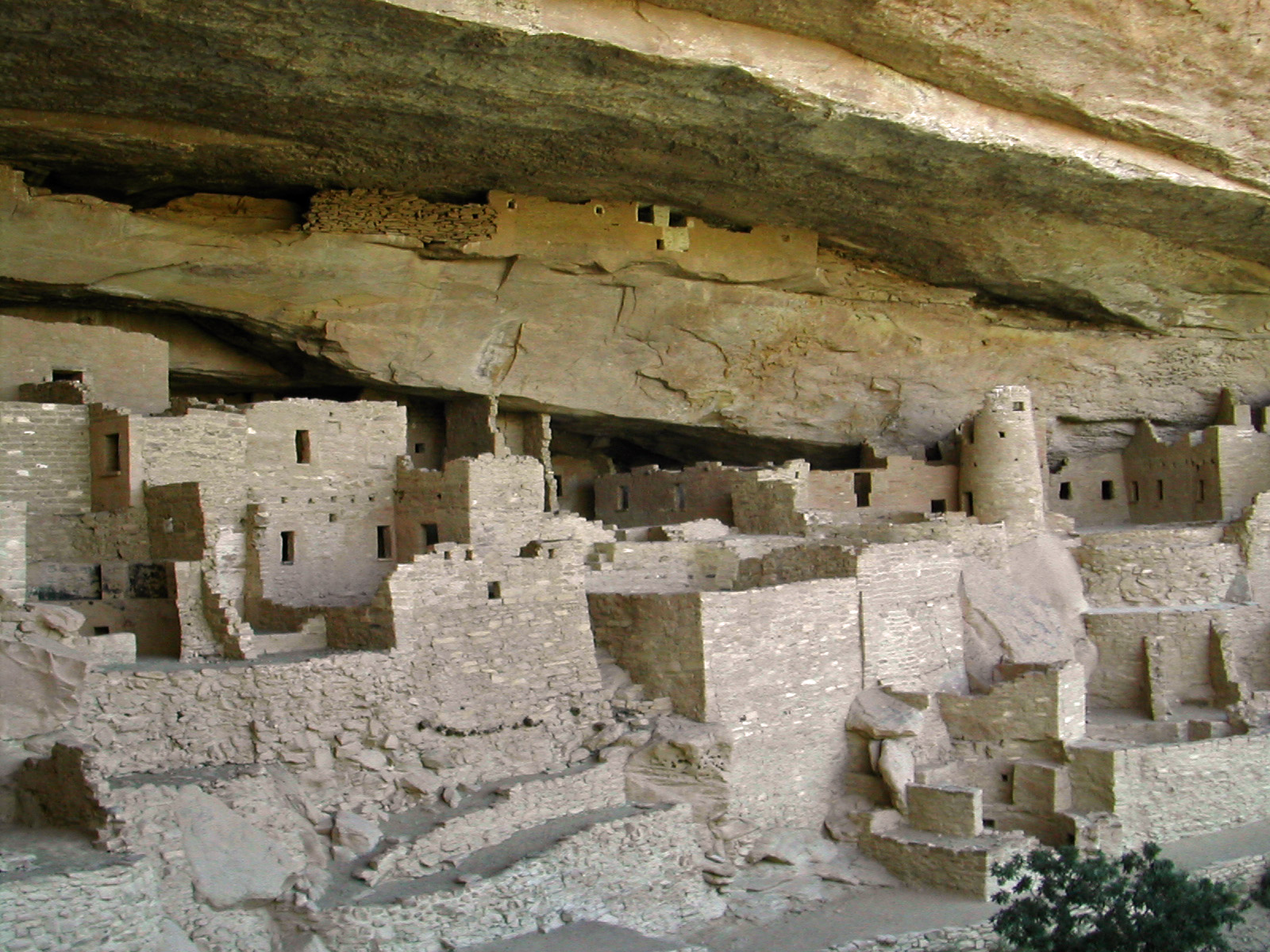
Mesa Verde, au Colorado, exemple d'architecture amérindienne.

Les exemples d'architecture les plus anciens aux États-Unis se répartissent en deux foyers principaux : le premier se situe dans la moitié orientale, où l'on trouve des témoignages très anciens de la culture des Mound Builders qui construisaient des tertres zoomorphes et des pyramides de terre pour enterrer leurs morts. Située dans la vallée du Mississippi, la ville de Cahokia comptait au XIIe siècle entre 15 000 et 30 000 habitants. Le site, inscrit sur la liste du patrimoine mondial de l'UNESCO, possédait quelque 120 tumulus et/ou temples,.
Le Sud-Ouest est la seconde région qui abritait des civilisations amérindiennes disparues au moment où Christophe Colomb « découvre » l'Amérique : les sites archéologiques les plus connus viennent de la culture Anasazi comme Mesa Verde (Colorado) et Chaco Canyon (Nouveau-Mexique), tous deux inscrits sur la liste du patrimoine de l'humanité. Occupé depuis 1150, Acoma est le plus ancien pueblo des États-Unis : il s'agit d'un village aménagé sur une mesa et constitué de maisons à toit plat construites en adobe, une brique de terre crue séchée au soleil. Elles tiennent grâce à des poutres en bois apparentes. Leur forme cubique et leur enchevêtrement donnent aux villages cet aspect si singulier qui sera repris par la suite par les Américains (style pueblo).

## L'architecture coloniale duXVIeauXVIIIesiècle

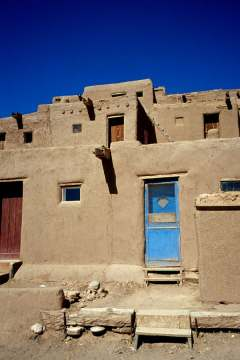
Taos (Nouveau-Mexique), présentant une construction adobe des indiens pueblos.

Lorsque les Européens s'installent en Amérique du Nord, ils apportent avec eux leurs traditions architecturales et leurs techniques de construction. L'architecture coloniale est évidemment soumise aux influences occidentales. La construction est alors dépendante des matériaux disponibles sur place : le bois et la brique sont les éléments omniprésents des édifices anglais de la Nouvelle-Angleterre. Elle est aussi liée à la logique de colonisation qui donne lieu à une appropriation politique de l'espace par la métropole (palais du gouverneur, forts). La marque de la domination européenne est aussi économique (douanes, plantations, entrepôts) et religieuse (églises, temples protestants, missions franciscaines et jésuites).

### L'influence hispanique dans le sud
L'exploration espagnole du Sud-ouest américain commence dans les années 1540. Le conquistador Francisco Vásquez de Coronado parcourt cette région aride à la recherche des mythiques cités d'or des indiens Pueblos. Les Espagnols ont finalement conquis les villages amérindiens et ont fait de Santa Fe la capitale administrative de la région en 1609. Le palais des gouverneurs est construit entre 1610 et 1614 en mêlant les influences indiennes (adobe) et espagnoles (grilles en fer forgé),. La bâtisse est longue et possède un patio. La chapelle San Miguel de Santa Fe date de 1610 et emploie la technique de l'adobe qui donne à cet édifice religieux une massivité et une austérité frappantes.
Aux XVIIe et XVIIIe siècles, les Espagnols fondent une série de forts (presidios) dans le sud-ouest et sur le littoral californien, de l'actuelle Los Angeles à l'actuelle San Francisco. Ils créent également tout un réseau de missions destinées à évangéliser les Amérindiens. La plus célèbre est sans doute celle de San Antonio au Texas (Fort Alamo). Celle de San Gabriel de Yungue-Ouinge (Nouveau-Mexique) est la plus ancienne (1598). La mission d'Isleta au Nouveau-Mexique possède une église en adobe, avec une nef rectangulaire, des contreforts extérieurs, deux clochers symétriques et sans ornementation. La Mission San Xavier del Bac en Arizona est un bon exemple du style churrigueresque en vogue dans le reste de l'Amérique latine. La façade est encadrée par deux tours massives et le portail est rythmé par des estipites, colonnes ouvragées qui ne servent qu'à l'ornementation.
La domination espagnole concerne également la Floride de manière discontinue de 1559 à 1821. Ici, le conch style connut un certain succès à Pensacola par exemple. Il s'agit d'orner les maisons avec des balcons en fer forgé ; on retrouve cette tendance dans le quartier français de La Nouvelle-Orléans en Louisiane. Les Espagnols construisirent aussi des forts comme ceux de Pensacola et de St. Augustine (Castillo de San Marcos National Monument, 1565), qui demeurent les rares vestiges architecturaux du XVIIe siècle aux États-Unis.

### L'influence anglaise sur la côte est

Bacon's Castle, construit en 1665 à Surry County en Virginie dans le style jacobéen.

Les Suédois ainsi que les Hollandais seront amenés à construire des édifices permanents dans ce qui deviendra la Nouvelle-Angleterre et la Virginie, mais qui ne sont encore au XVIIe siècle que la Nouvelle-Néerlande, fondée en 1609, et la Nouvelle-Suède, fondée en 1638 et annexée par la Nouvelle-Néerlande en 1655. Les Suédois construisirent des maisons de rondins tandis que les Néerlandais purent au bout de quelques années réaliser des briques cuites pour leurs édifices. Les Néerlandais habitaient principalement la Nouvelle-Amsterdam, future New-York. C'est dans cette ville que furent construits les ateliers de la Compagnie des Indes orientales, réalisés en pierre, cependant beaucoup de maisons étaient encore construites en bois, dont les façades étaient revêtues de bardeaux et qui possédaient parfois un étage en encorbellement ; sur certaines gravures cependant, de nombreuses maisons en brique et à pignon à gradins sont visibles. Le littoral était parsemée de manoirs réalisés en pierre et habités par les patroons, entourés des modestes maisons des métayers. Enfin, la Nouvelle-Néerlande fut cédée par les Provinces-Unies à l'Angleterre en vertu du traité de Westminster de 1674.

L'architecture coloniale des Treize colonies est marquée par le modèle anglais. Mais les différences climatiques et religieuses introduisent des éléments américains. En Nouvelle-Angleterre, dans la maison du pasteur Capen à Topsfield (Massachusetts, 1683), la position centrale de la cheminée répond au besoin de chaleur en hiver. Elle est couverte de bardeaux et utilise le bois pour la charpente, deux traits spécifiquement américains. Le puritanisme impose des lieux de culte simples et sobres, dégagés de toute ornementation ostentatoire : les meeting houses (maison de réunion) font office de temple mais aussi de lieu de sociabilité. La Old Ship Meeting House de Hingham (Massachusetts, 1681) est la plus ancienne église en bois des États-Unis. Son plan n'est pas en croix latine comme celui des églises catholiques. La chaire est placée au centre et la charpente est laissée volontairement visible et nue. Il n'y a ni décoration ni abside. Le manoir de Bacon's Castle (en), construit en 1665 en Virginie, est un des seuls exemples d'architecture jacobéenne en Amérique, il fut construit sur un plan en croix et s'orne sur ses façades latérales du pignon caractéristique de l'architecture jacobéenne, c'est-à-dire composé de lignes alternativement courbes et droites.

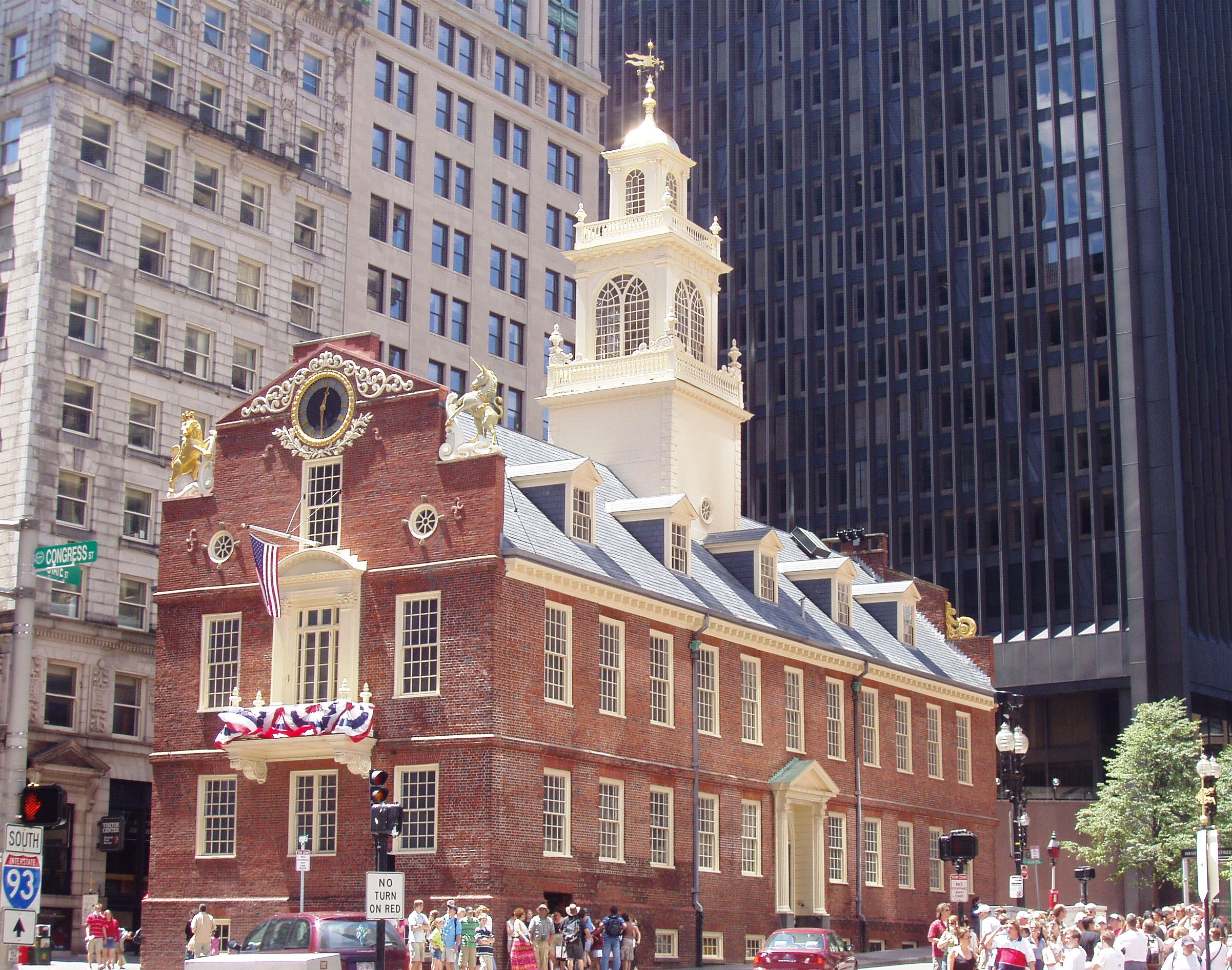
Le vieux Capitole du Massachusetts à Boston, 1713, de style georgien.

Au XVIIIe siècle se développent le style georgien et le palladianisme à partir de la ville de Williamsburg en Virginie. Le palais du gouverneur, édifié en 1706-1720, est précédé d'un vaste pignon d'entrée et surmonté d'un lanternon posé sur une plate-forme à balustrade. Il respecte le principe de symétrie. Il associe des matériaux que l'on retrouve en Nouvelle-Angleterre : la brique rouge, le bois peint en blanc et l'ardoise bleue pour le toit à double pente. Il s'inspire de l'architecture baroque anglaise de Christopher Wren et sert de modèle aux demeures des planteurs et des riches marchands de la côte atlantique (voir ci-dessous « maisons aristocratiques américaines »). Les principes de construction sont la symétrie axiale, l'importance du bâtiment central et le souci des proportions. À Philadelphie, l'Independence Hall fut construit en 1731 sur les plans d'Andrew Hamilton : celui-ci s'inspire de Christopher Wren pour la façade et de James Gibbs pour la tour.

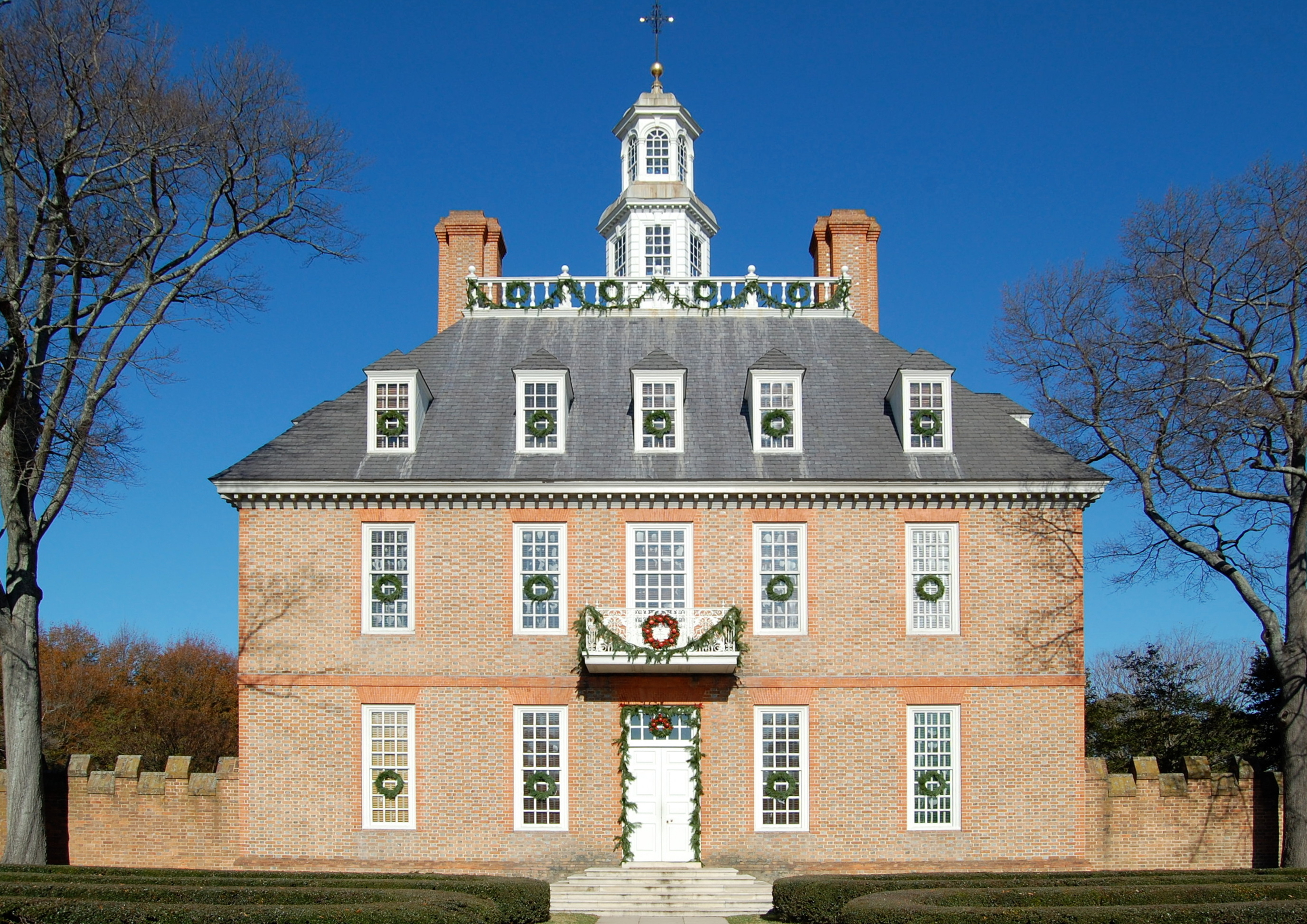
Palais des gouverneurs (1706-1720), à Williamsburg (Virginie), également de style georgien.

Dans l'architecture religieuse, les éléments communs sont l'utilisation de la brique, parfois du stuc imitant la pierre et d'une flèche unique qui surmonte l'entrée précédée d'un portique à fronton triangulaire : l'église Saint-Michael de Charleston (1752-1761) ou celle de la chapelle Saint-Paul de New York (1764-1766) s'inspirent de l'église St Martin-in-the-Fields à Londres,. La First Baptist Church in America à Providence (Rhode Island) est la première à posséder des ouvertures de type palladien et des colonnes toscanes.
Les architectes de cette période sont fortement influencés par les canons du Vieux Monde. Peter Harrison (1716-1755) rapporte de ses voyages des techniques européennes qu'il applique dans l'État de Rhode Island : entre 1748 et 1761, il construit la bibliothèque Redwood et le marché de Newport. Boston et Salem sont les deux principales villes où le style anglais se manifeste, mais un style épuré et adapté au mode de vie américain. L'architecte Charles Bulfinch dote la Massachusetts State House en 1795-1798 d'un dôme doré original. Il travaille à la construction de plusieurs maisons du quartier de Beacon Hill et de Louisburg Square dans sa ville natale de Boston.

## L'architecture publique de la jeune nation (XIXesiècle)

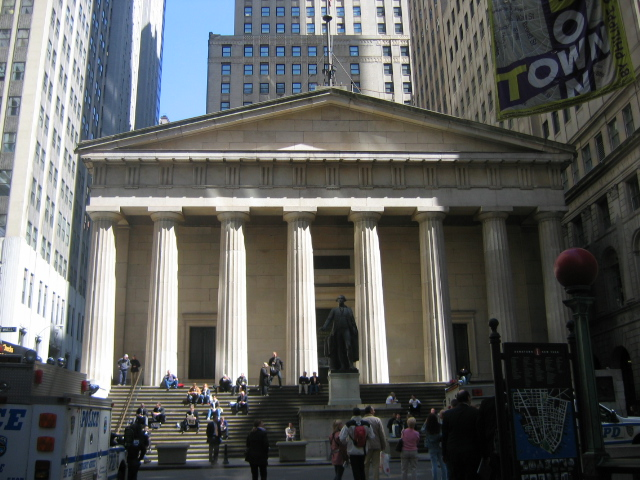
Federal Hall, construit dans les années 1830 à New York, dans un style néo-grec.

En 1776, les membres du Congrès déclarent l'indépendance des 13 colonies américaines. Le traité de Paris (1783) reconnaît l'existence d'un nouveau pays républicain, les États-Unis d'Amérique. S'il y a rupture avec le Royaume-Uni sur le plan politique, les influences anglaises continuent de marquer les édifices construits dans cette partie du Nouveau-Monde. Les commandes publiques, philanthropiques et commerciales se développent en parallèle avec la croissance démographique et l'extension territoriale. Les édifices des nouvelles institutions fédérales et judiciaires adoptent le vocabulaire classique (colonnes, dôme et fronton), en référence à l'Antiquité gréco-romaine. Les publications concernant l'architecture se multiplient : en 1797, Asher Benjamin publie The Country Builder's Assistant. Les Américains cherchent à affirmer leur indépendance dans tous les domaines : politique, économique mais aussi culturel, avec la fondation d'universités et de musées. C'est à la fin du XIXe siècle que cette indépendance et ce dynamisme s'expriment le mieux.

### La vision de Thomas Jefferson: architecture, République et démocratie

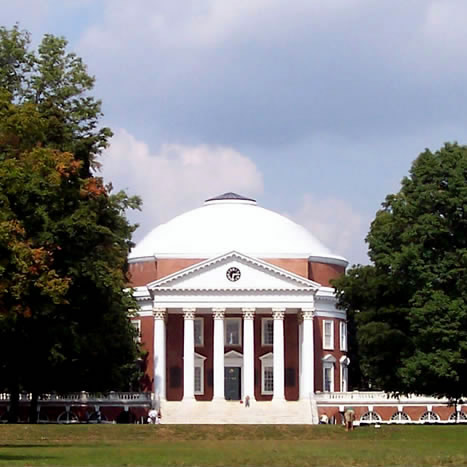
La rotonde de l'université de Virginie, dessinée par Thomas Jefferson (1817), de style palladien.

Thomas Jefferson, qui fut président des États-Unis entre 1801 et 1809, a manifesté de l'intérêt pour plusieurs domaines dont l'architecture. Ayant séjourné à plusieurs reprises en Europe, il souhaite appliquer la syntaxe formelle du palladianisme et de l'Antiquité à des édifices publics et privés, en ville et à la campagne. Il contribua à ce titre au plan de l'université de Virginie, construite à partir de 1817. Le projet, complété par Benjamin Henry Latrobe, lui permet d'appliquer ses conceptions architecturales. La bibliothèque universitaire est située sous une rotonde coiffée d'un dôme qui s'inspire du Panthéon de Rome,. L'ensemble présente une grande homogénéité grâce à l'utilisation de la brique et du bois peint en blanc. Pour le Capitole de Richmond en Virginie (1785-1796), Jefferson a pris le parti d'imiter la Maison Carrée de Nîmes, mais en choisissant l'ordre ionique pour ses colonnes. Il avait étudié le projet avec Charles-Louis Clérisseau alors qu'il était à Paris. Homme des Lumières, Thomas Jefferson a participé à l'émancipation de l'architecture du Nouveau Monde en imposant sa vision d'un art au service de la démocratie. Il contribua à développer le style fédéral dans son pays et à adapter l'architecture néo-classique européenne aux valeurs républicaines nées de la révolution américaine. Il détestait l'architecture de Willamsburg parce qu'elle était le symbole de la domination anglaise sur les Treize colonies.

### Le Greek Revival

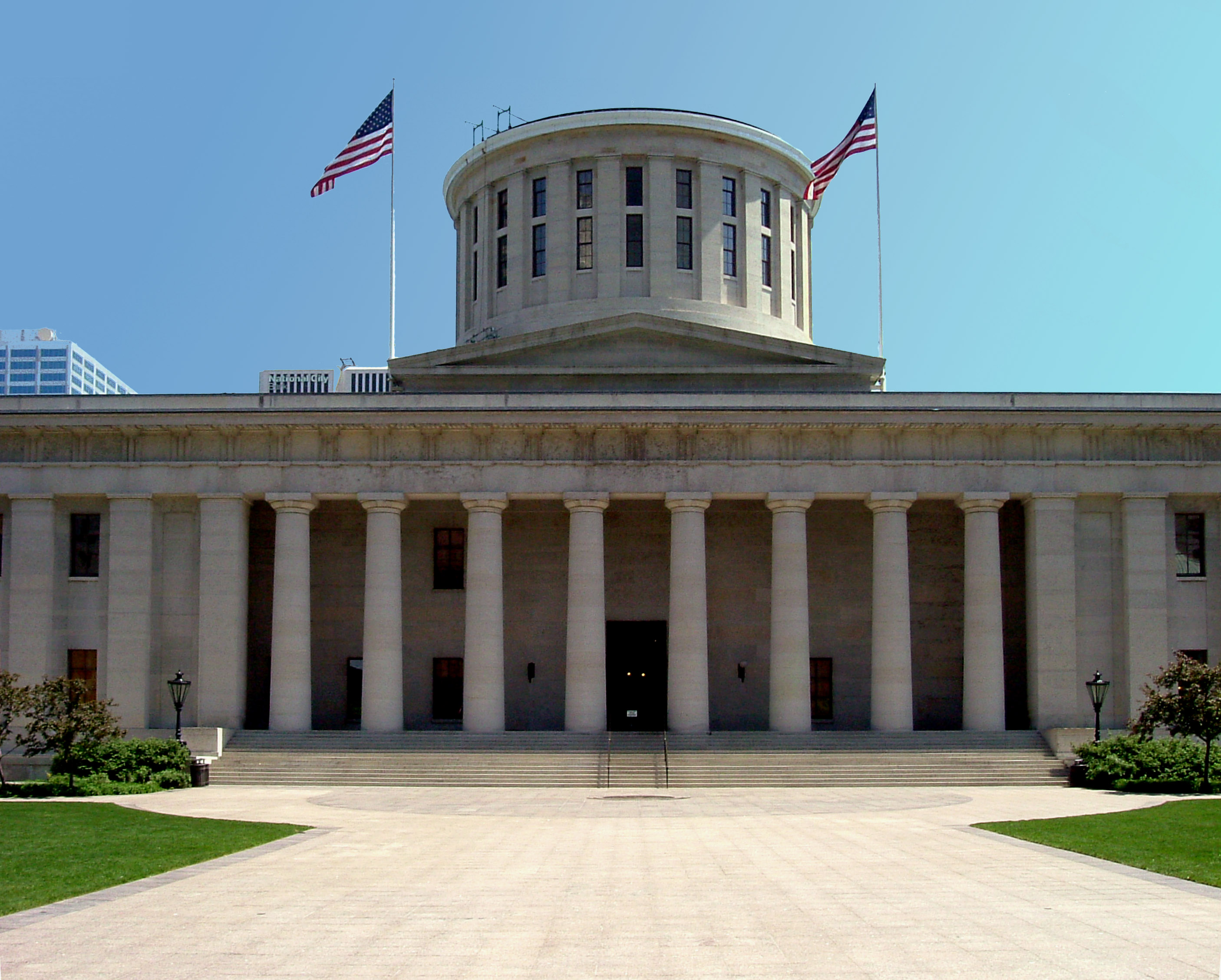
Le capitole de l'État d'Ohio, inauguré en 1861, conçu par Henry Walters, de style néo-classique.

Le style néo-grec, qui s'inscrit dans le courant néo-classique, exerce un véritable attrait sur les architectes travaillant aux États-Unis dans la première moitié du XIXe siècle. La jeune nation, affranchie de la tutelle britannique, est persuadée d'être la nouvelle Athènes, c'est-à-dire un foyer de la démocratie. La constitution, rédigée en 1787, donne naissance à de nouvelles institutions qui nécessitent des bâtiments et imposent les principes de souveraineté nationale et de séparation des pouvoirs. L'architecture officielle et même civile ou religieuse (ce qui constitue l'originalité des États-Unis), reflète cette vision et prend pour modèle les édifices de l'Acropole. Les Propylées sont reproduits à une autre échelle au-devant des maisons dans les campagnes de la côte orientale. Benjamin Henry Latrobe (1764-1820) et ses élèves William Strickland (1788-1854) et Robert Mills (1781-1855) obtiennent des commandes pour construire des banques et des églises dans les grandes villes (Philadelphie, Baltimore et Washington, D.C). Latrobe s'illustre par l'édification de la Banque de Pennsylvanie qu'il dote de deux portiques ioniques et par la cathédrale St Mary de Baltimore.
Surtout, les capitoles des États fédérés adoptent le type néogrec comme en Caroline du Nord (Capitole de Raleigh, reconstruit en 1833-1840 après un incendie) ou dans l'Indiana (capitole d'Indianapolis). Un des exemples les plus tardifs de cette tendance est le capitole de Columbus dans l'Ohio, dessiné par Henry Walters et achevé en 1861. La façade sobre, la corniche continue et l'absence de dôme donnent une impression d'austérité et de grandeur à l'édifice. Il présente un plan symétrique et abrite la cour suprême et une bibliothèque.

### L'architecture officielle à Washington, district de Columbia

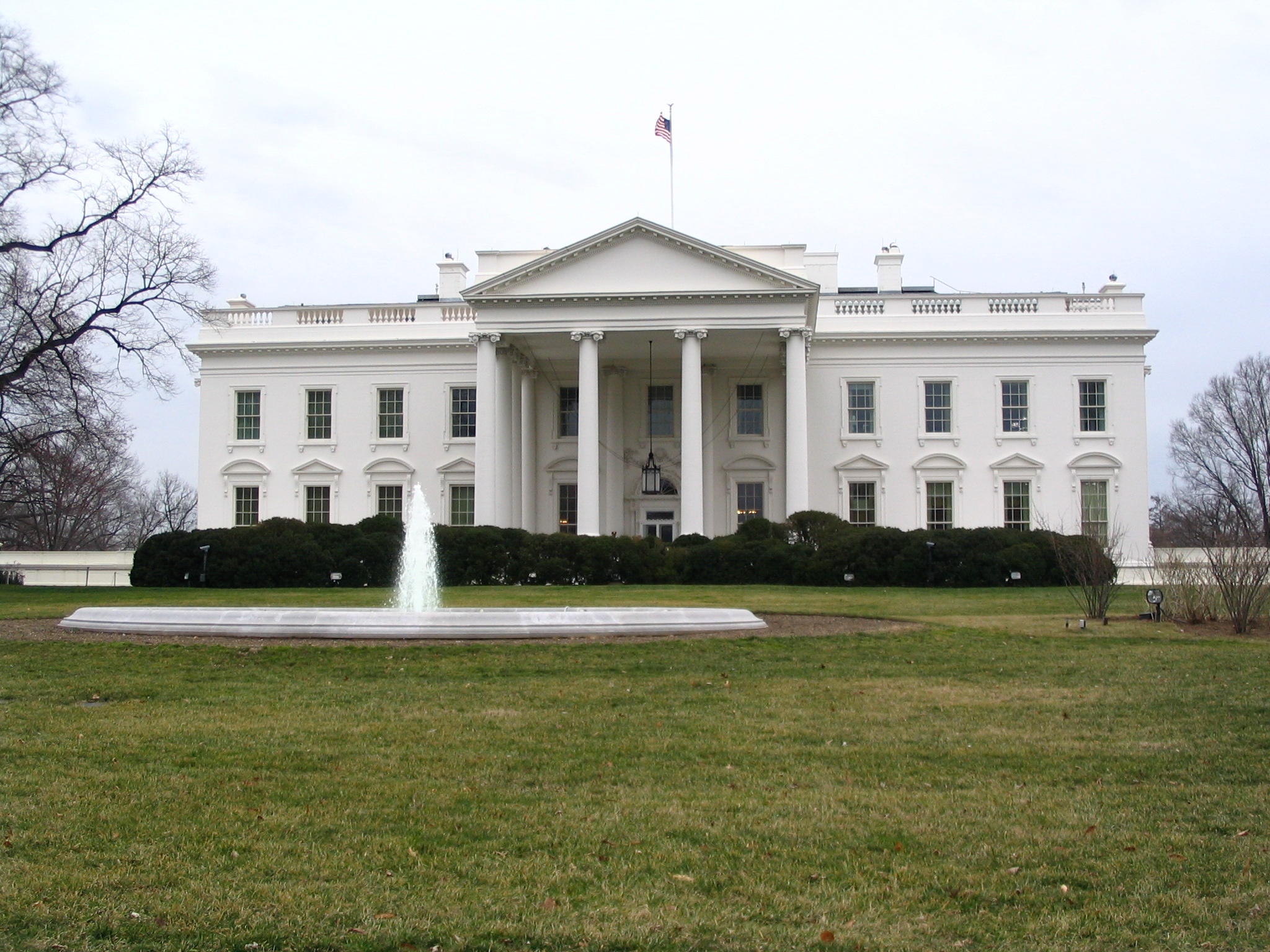
La Maison-Blanche à Washington, D.C.

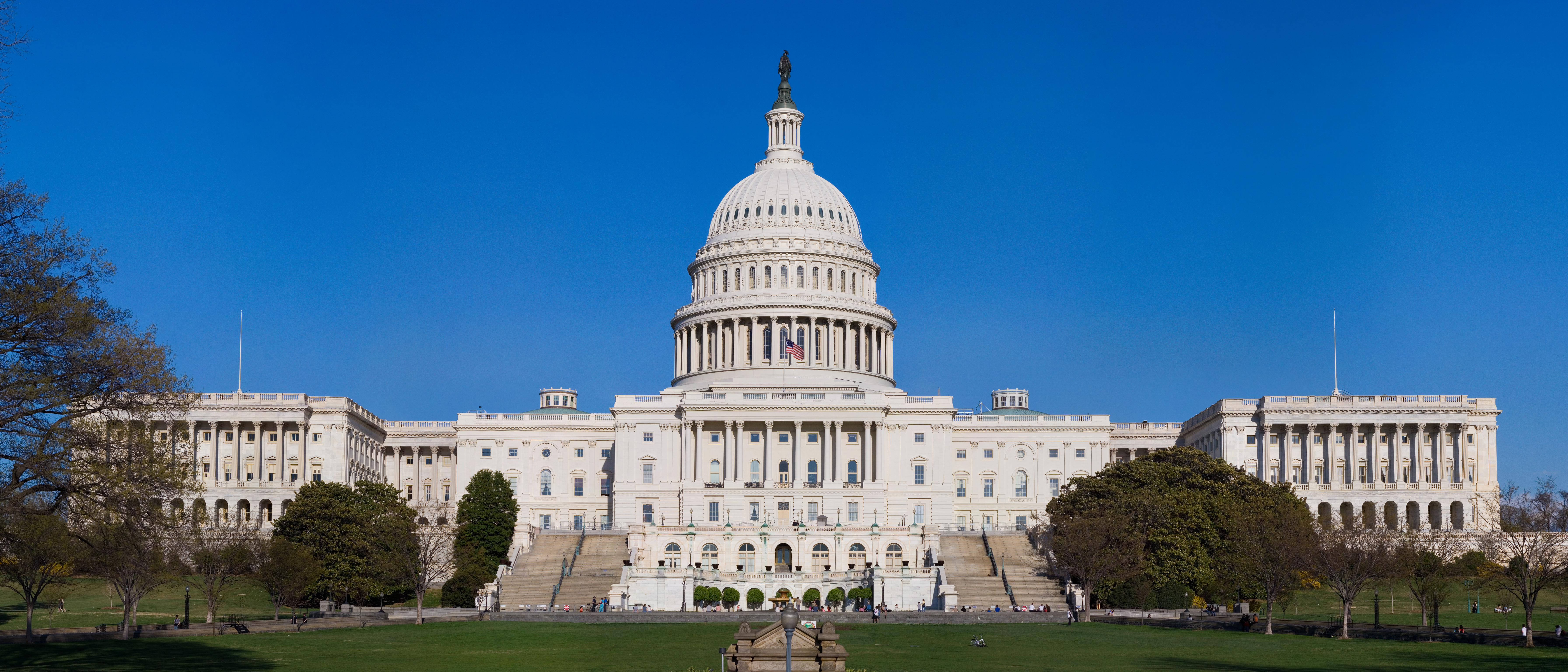
Le Capitole fédéral, construit au début du XIXe siècle, dans un style néo-classique.

La capitale fédérale des États-Unis est un bel exemple d'urbanisme homogène : le plan d'ensemble fut imaginé par le Français Pierre Charles L'Enfant. Cet idéal de ville monumentale et néoclassique est repris par les tenants du mouvement City Beautiful. Plusieurs villes voulurent appliquer ce concept, qui s'inscrit dans la tendance des Beaux-Arts, mais Washington, D.C semble le plus abouti d'entre tous.
La Maison-Blanche a été construite après la création du Washington, D.C par la loi du Congrès de décembre 1790. Après un concours, James Hoban, un Américain d'origine irlandaise, fut choisi et la construction commença en octobre 1792. Le bâtiment qu'il a conçu a été calqué sur les premier et deuxième étages de Leinster House, un palais ducal de Dublin en Irlande et qui est maintenant le siège du parlement irlandais. Mais pendant la guerre de 1812, une grande partie de la ville brûla, et la Maison-Blanche fut ravagée. Seuls les murs extérieurs restèrent debout mais elle fut reconstruite. Les murs furent peints en blanc pour masquer les dégâts causés par la fumée. Au début du XXe siècle, deux nouvelles ailes furent ajoutées pour faire face au développement du gouvernement.
Le capitole des États-Unis a été construit par étapes successives à partir de 1792. Le projet est d'abord confié au Français Étienne Sulpice Hallet mais sera finalement réalisé par l'Anglais William Thornton. Peu après la fin de la construction, il est partiellement brûlé par les Britanniques durant la Guerre de 1812. Sa reconstruction débute en 1815 pour ne se terminer qu'en 1830. Durant les années 1850, le bâtiment fut agrandi de manière importante par Thomas U. Walter. En 1863, une imposante statue, Freedom, fut placée au sommet du dôme qui s'inspire de celui du Panthéon de Paris.
Le Washington Monument est un mémorial en forme d'obélisque érigé en l'honneur de George Washington, le premier président américain. C'est Robert Mills qui a fait les plans originaux en 1838. On peut apercevoir une différence de couleur vers le bas : elle est due au fait que sa construction a été arrêtée à cause du manque d'argent. D'une hauteur d'environ 170 mètres, le monument a été achevé en 1884 et ouvert au public en 1888.
Le Lincoln Memorial (1915-1922) est un autre monument de la même série : d'un marbre et d'un calcaire blancs, le bâtiment reprend la forme d'un temple grec de l'ordre dorique sans fronton. Son architecte, Henry Bacon, formé aux idées des beaux-arts, voulut que les 36 colonnes du monument représentent chacun des 36 États de l'Union à la mort de Lincoln.
Enfin, le Jefferson Memorial est le dernier grand monument construit dans la tradition des Beaux-Arts, dans les années 1940. Son architecte, John Russell Pope, voulut mettre en relief le goût de Jefferson pour les bâtiments romains. C'est pourquoi il décida d'imiter le panthéon de Rome et de doter l'édifice d'un dôme spectaculaire, qui s'élève à 39 mètres au-dessus du sol. Il fut sévèrement critiqué par les partisans du style international.

### Le renouveau des formes médiévales
Le goût pour le gothique n'avait jamais totalement disparu en Angleterre, bien que son progressif retour en grâce ne débute qu'à partir du milieu du XVIIIe siècle. À partir des années 1840, le style néogothique tend à s'imposer aux États-Unis, sous l'impulsion d'Andrew Jackson Downing (1815-1852). Il s'épanouit dans un contexte de réaction au classicisme et de développement du romantisme. Il se caractérise par un retour au décor médiéval (souches de cheminées complexes, pignons, tours crénelées, baies en arc brisé, gargouilles, vitraux à décor médiévalisant) et à l'utilisation de toits à forte pente. Les édifices adoptent un plan sophistiqué qui s'écarte de la symétrie et de la rigueur néoclassique. Mais le néogothique fut aussi utilisé pour la construction des universités (Harvard) et des églises. Richard Upjohn (1802-1878) se spécialise dans les églises rurales du nord-est mais son œuvre majeure reste Trinity Church à New York. Construite en grès rose, son architecture fait référence au XIVe siècle anglais mais se trouve aujourd'hui noyée au milieu des immenses gratte-ciel de Manhattan.
Toujours à New York, c'est à James Renwick Jr que l'on doit la cathédrale Saint-Patrick, synthèse élégante des cathédrales de Reims et de Cologne. Le projet lui fut confié en 1858 mais ne sera complètement achevé qu'après l'élévation des deux flèches en façade en 1888.
Renwick illustra aussi son talent à Washington, D.C. avec la construction de la Smithsonian Institution. Mais ses détracteurs lui reprochent d'avoir rompu l'harmonie architecturale de la capitale en édifiant un ensemble hétéroclite (emprunts byzantins, romans, lombards et ajouts personnels) en brique rouge.
Le succès du néo-gothique se prolongea jusqu'au début du XXe siècle dans de nombreux gratte-ciel, notamment à Chicago et New York.

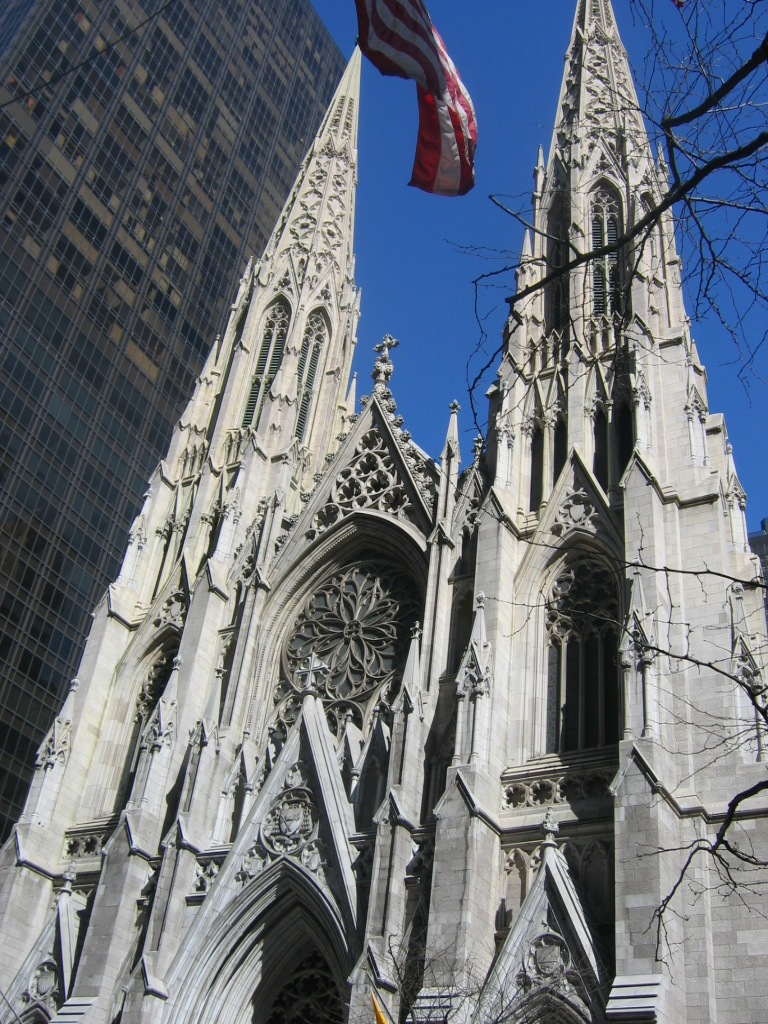
Façade néo-gothique de la cathédrale Saint-Patrick, New York, (1885-1888), James Renwick Jr.
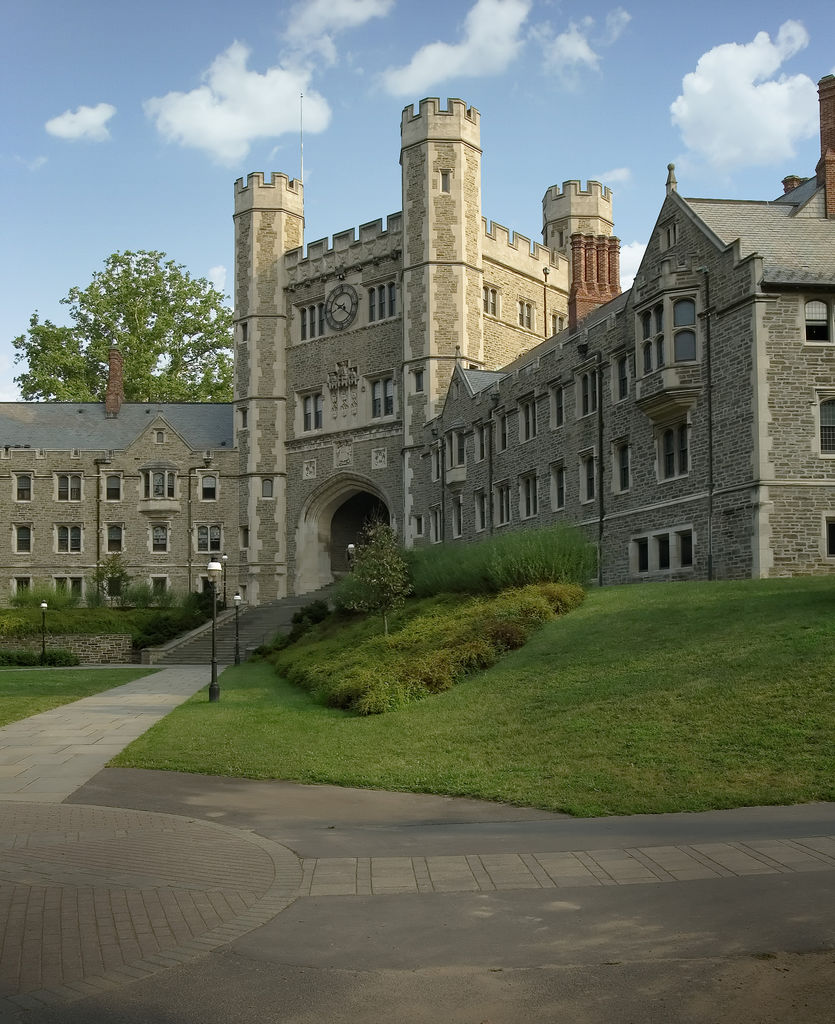
Université de Princeton, New Jersey, style néo-Tudor.
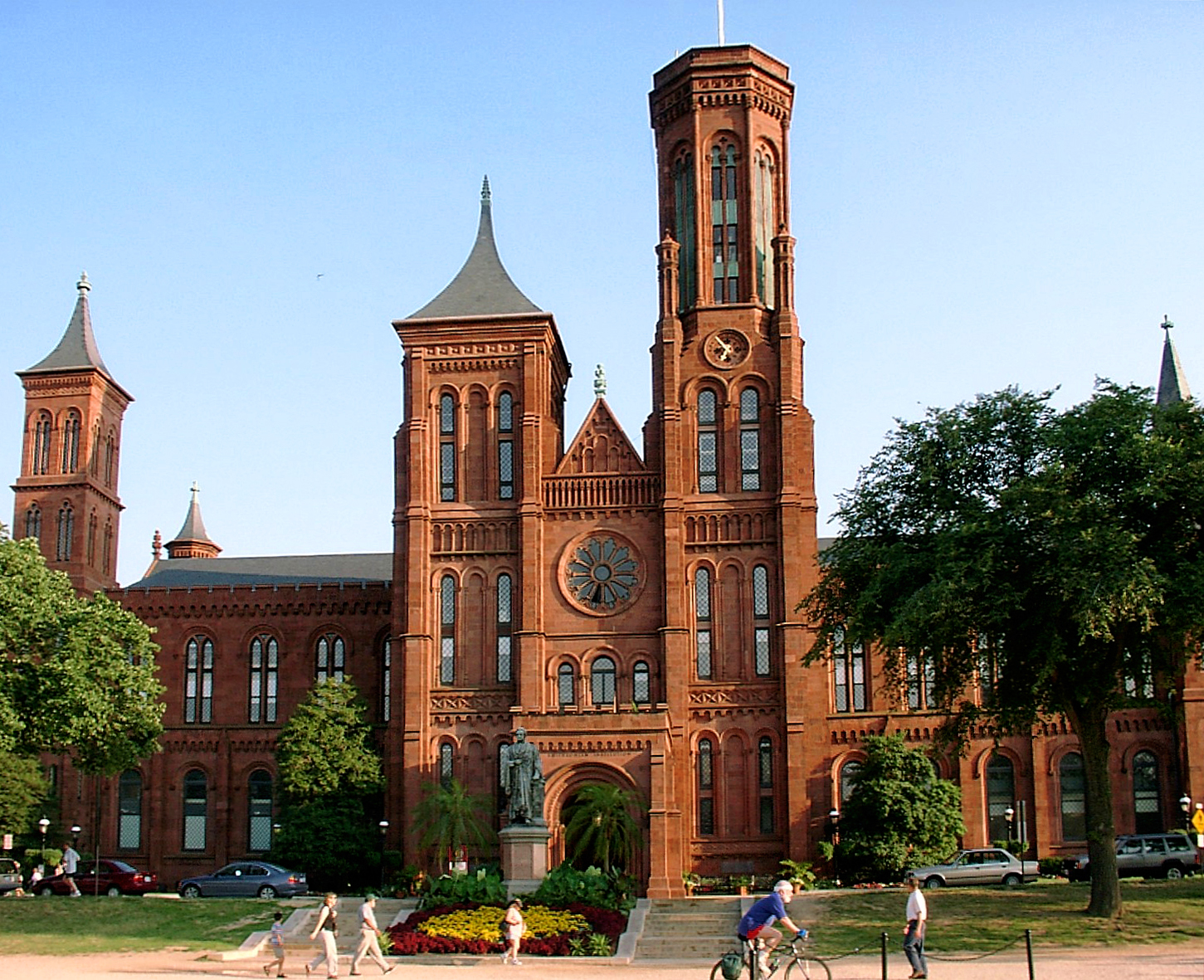
Smithsonian Institution, Washington, D.C.
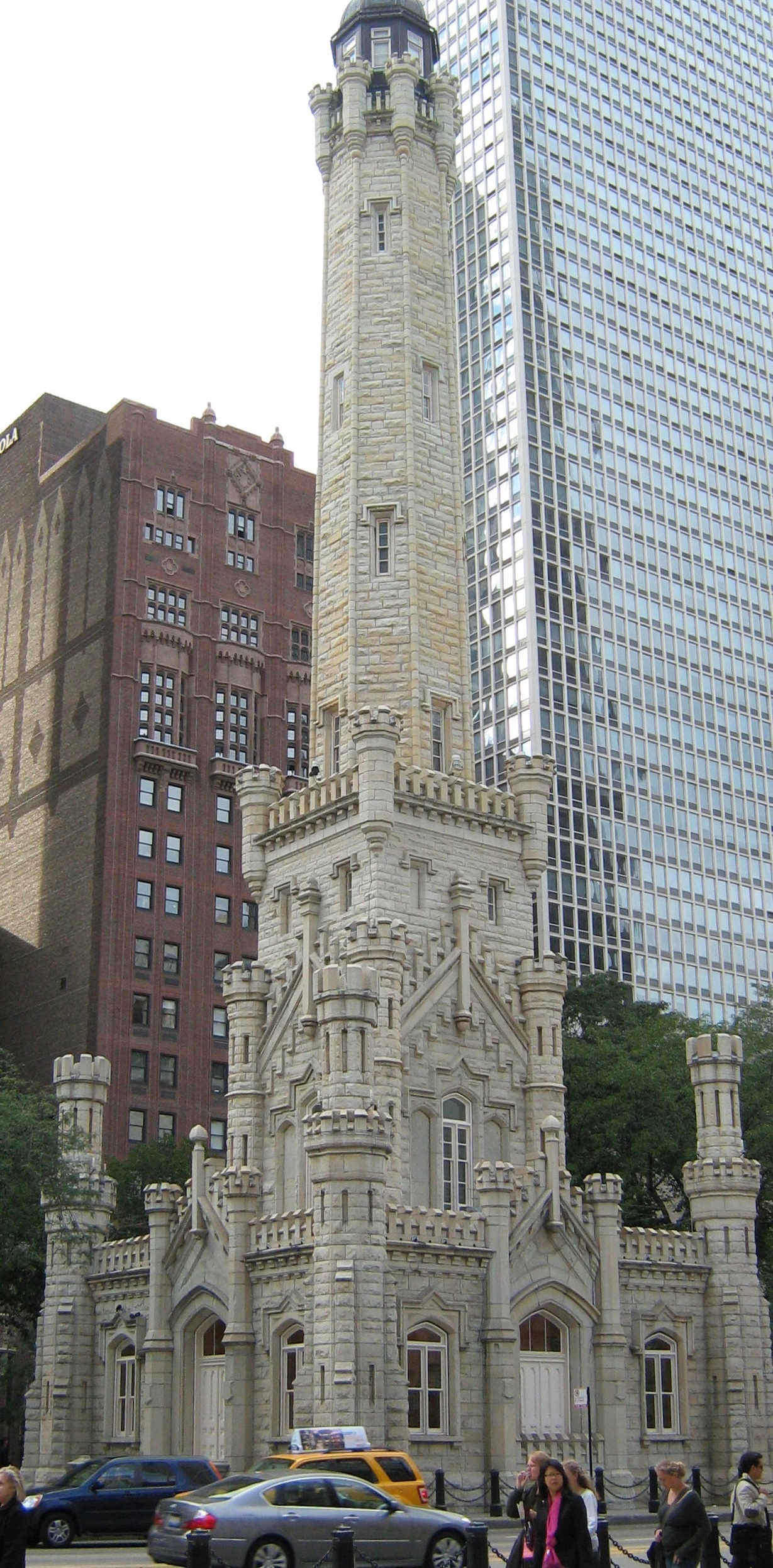
Water Tower, Chicago, style néogothique, (1869), William W. Boyington.
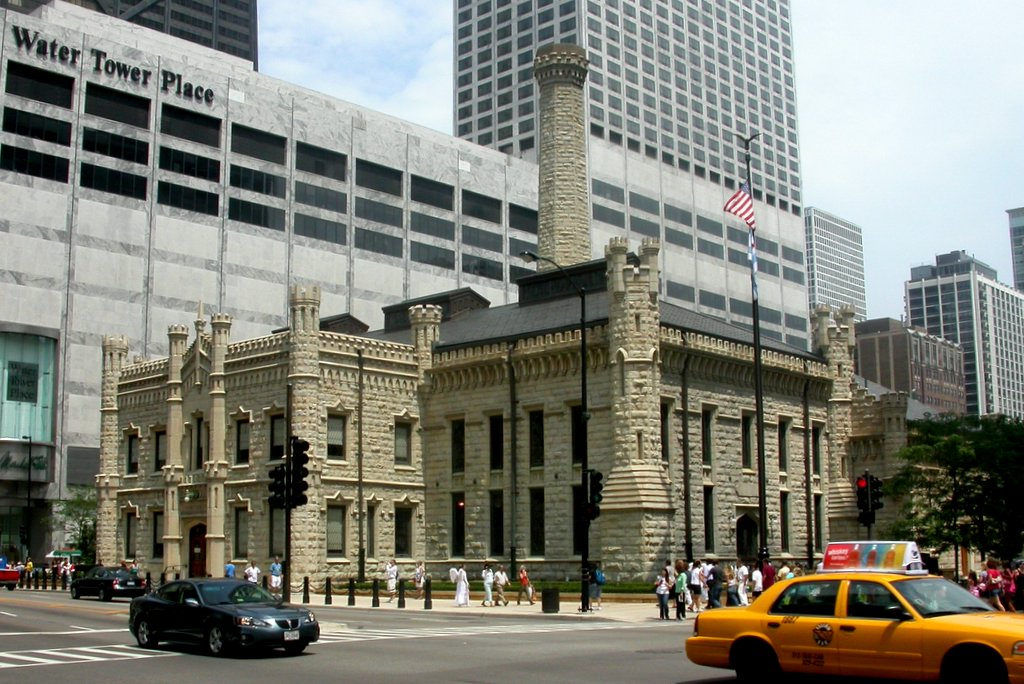
Pumping Station, Chicago, station de pompage de style néogothique, (1869), William W. Boyington.

### Tendance à l'éclectisme et influence de l'Académie des Beaux-Arts (1860–1914)

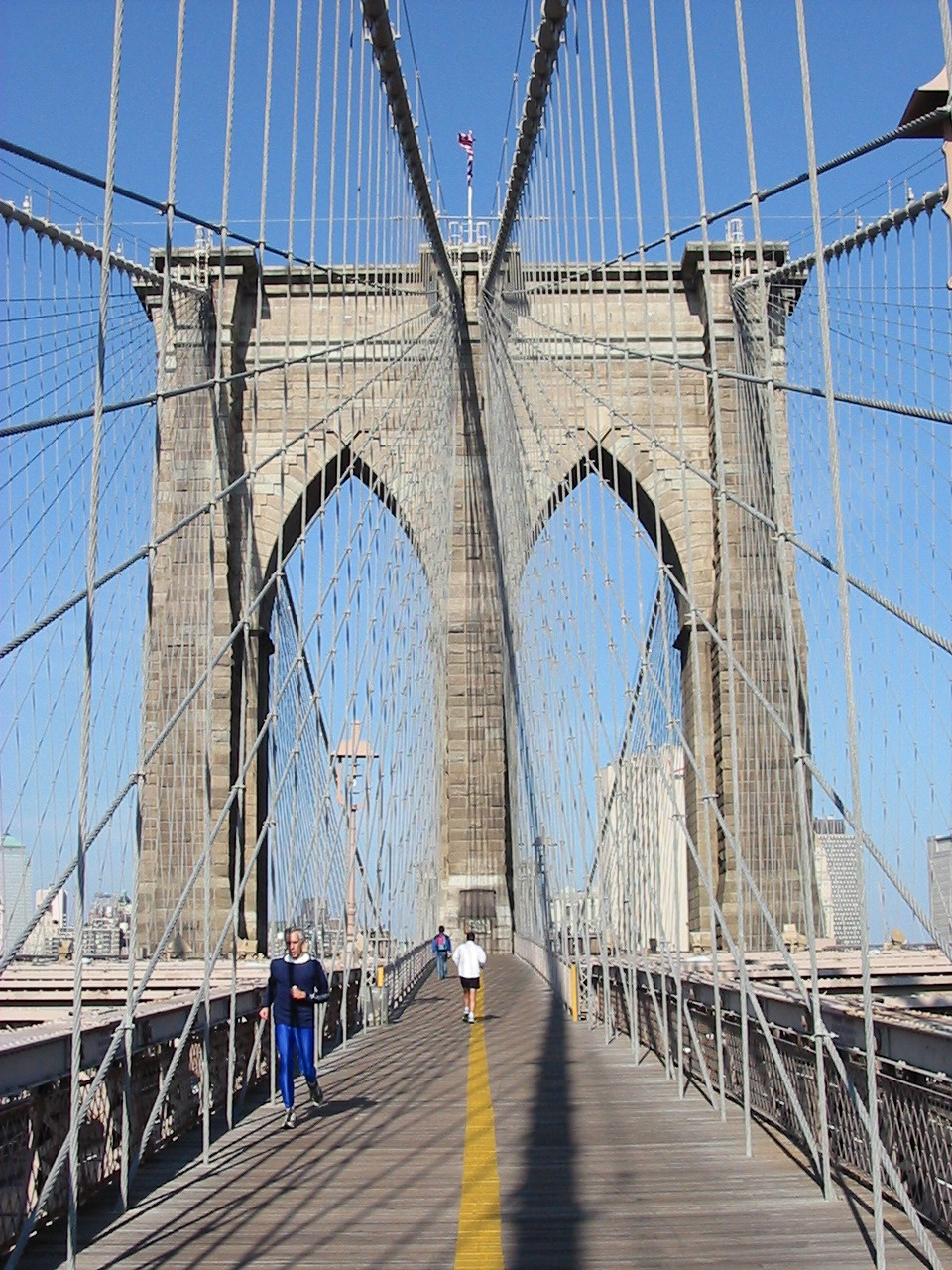
John Augustus Roebling, le pont de Brooklyn, New York, construit en 1867-1883, style néo-gothique.

L'éclectisme est une tendance en architecture qui se manifeste en Occident entre les années 1860 et la Première Guerre mondiale. Elle consiste à mélanger des éléments différents empruntés à des traditions hétéroclites. Elle se distingue du néo-classique qui construisait des bâtiments homogènes d'inspiration unique (antiquité gréco-romaine). L'Académie des Beaux-Arts de Paris met en application les préceptes de l'éclectisme et influence plusieurs architectes américains. Les églises ont aussi retenu l'attention des architectes. Formés à l'École des beaux-arts de Paris, les grands architectes américains appliquent à la lettre les principes qu'ils ont appris en France : plans symétriques, bâtiments grandioses et monumentaux, richesse de la décoration et grandes baies en demi-cercle. Le décor classique est appliqué à des édifices complètement nouveaux comme les gares.
L'église de la Trinité (Trinity Church) de Boston compte parmi les édifices les plus remarquables de cette époque. Adoptant un plan centré, l'architecte Henry Hobson Richardson empile plusieurs volumes pour donner à l'ensemble une configuration pyramidale. Il utilise différents matériaux, comme le grès et le granit. Les arcs en plein cintre qui encadrent les vitraux sont typiques du néoroman.
La ville de New York est, avec Washington, D.C, le principal champ d'application du style Beaux-Arts : il est incarné dans la bibliothèque publique (New York Public Library), le campus de l'université Columbia, le Metropolitan Museum of Art, l'American Museum of Natural History et le Brooklyn Museum. Grand Central Terminal, la plus grande gare de Manhattan, est guidée par le même esprit et achevée en 1913. Sa façade monumentale est rythmée par les colonnes et les grandes baies en plein cintre.
Le Pont de Brooklyn est emblématique de l'éclectisme et de la ville de New York. Il donne l'image positive du progrès en marche et il peut être comparé à la tour Eiffel car il est l'œuvre d'un ingénieur, John Augustus Roebling et parce qu'il a été critiqué par une partie des contemporains. Les arcs en ogive rappellent la tendance historiciste mais les câbles en acier ainsi que la performance technique (480 mètres de portée, une des constructions les plus hautes de la ville à la fin du XIXe siècle) en font un édifice résolument moderne.
À partir des années 1920, le style Beaux-Arts est concurrencé par la tendance Art déco malgré les œuvres de Paul Philippe Cret (Detroit Institute of Arts, 1927) et de Bertram Grosvenor Goodhue (Rockefeller Memorial Chapel, 1928 ; capitole du Nebraska, 1919–1932). Les formes néoclassiques se raidissent mais continuent d'exister dans la capitale fédérale. La National Gallery of Art s'inspire encore du Panthéon de Rome et se trouve achevée en 1940, sur les plans de John Russell Pope.

## L'architecture domestique

### Maisons aristocratiques rurales

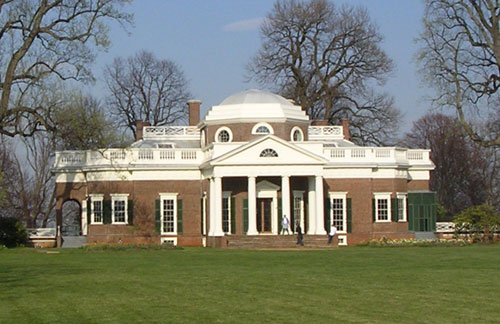
Monticello, États-Unis, demeure de Thomas Jefferson, style palladien

Elles se développent sur la côte orientale où les riches propriétaires et les planteurs se font construire des demeures somptueuses et confortables dès le XVIIe siècle, qui cherchent à imiter les demeures anglaises.

#### AuxXVIIeetXVIIIesiècles
La diffusion des traités d'architecture dans l'aristocratie coloniale permet au style georgien de s'affirmer : au Mount Pleasant (Philadelphie), John McPherson fait construire une demeure en 1761-1762 dotée d'une entrée à fronton, soutenu par des colonnes doriques. On retrouve ici un toit avec balustrade et une ordonnance symétrique, caractéristique du style néo-classique alors en vogue en Europe. À Salem (Massachusetts), Samuel McIntire est l'architecte de la maison John Gardner-Pingree (1805) ; il utilise le toit à pente faible, la balustrade et la brique. Il reprend l'idée de Palladio de relier les bâtiments par un portique semi-circulaire à colonnes.
Dans les années 1780, le style fédéral s'écarte peu à peu du style georgien et devient un genre proprement américain, à l'heure de la guerre d'indépendance : les maisons s'éloignent du plan strictement rectangulaire, adoptent des lignes courbes et favorisent les détails décoratifs comme les guirlandes et les urnes. Certaines ouvertures sont de forme ellipsoïdale ; une ou plusieurs pièces sont ovales ou circulaires.
Thomas Jefferson a élaboré les plans de sa propre maison de Monticello en Virginie, près de Charlottesville. Bel exemple de style palladien, elle rappelle l'hôtel de Salm situé à Paris, que Jefferson a pu contempler alors qu'il était ambassadeur en France. Il utilisa des composants antiques tels que des colonnes doriques, des portiques tétrastyles et un dôme central. D'autres demeures coloniales furent construites en style palladien dans le Sud comme la Shirley House de Robert Carter I (1720-1740), Prayton Hall, Mount Airy (comté de Richmond (Virginie)), mais aussi plus au nord (Isaac Royall House à Medford). En Louisiane, les maisons coloniales se chargent parfois d'un fronton néogrec et de colonnes, comme c'est le cas à Belle Meade Plantation dans le Tennessee : d'allure symétrique, la demeure dispose d'un porche à colonnes et de fenêtres étroites.
Mais l'architecture domestique du Sud a su s'émanciper du modèle classique lorsqu'elle se charge d'un balcon à mi-hauteur sur la façade et qu'elles oublient le fronton sur le portique d'entrée (Charleston, Caroline du Sud ; Oak Alley Plantation en Louisiane). Les maisons sont adaptées au climat de la région et s'inscrivent dans l'économie de plantation. Elles se chargent d'un décor en stuc et en fonte comme dans le quartier français.

#### XIXesiècle- début duXXesiècle

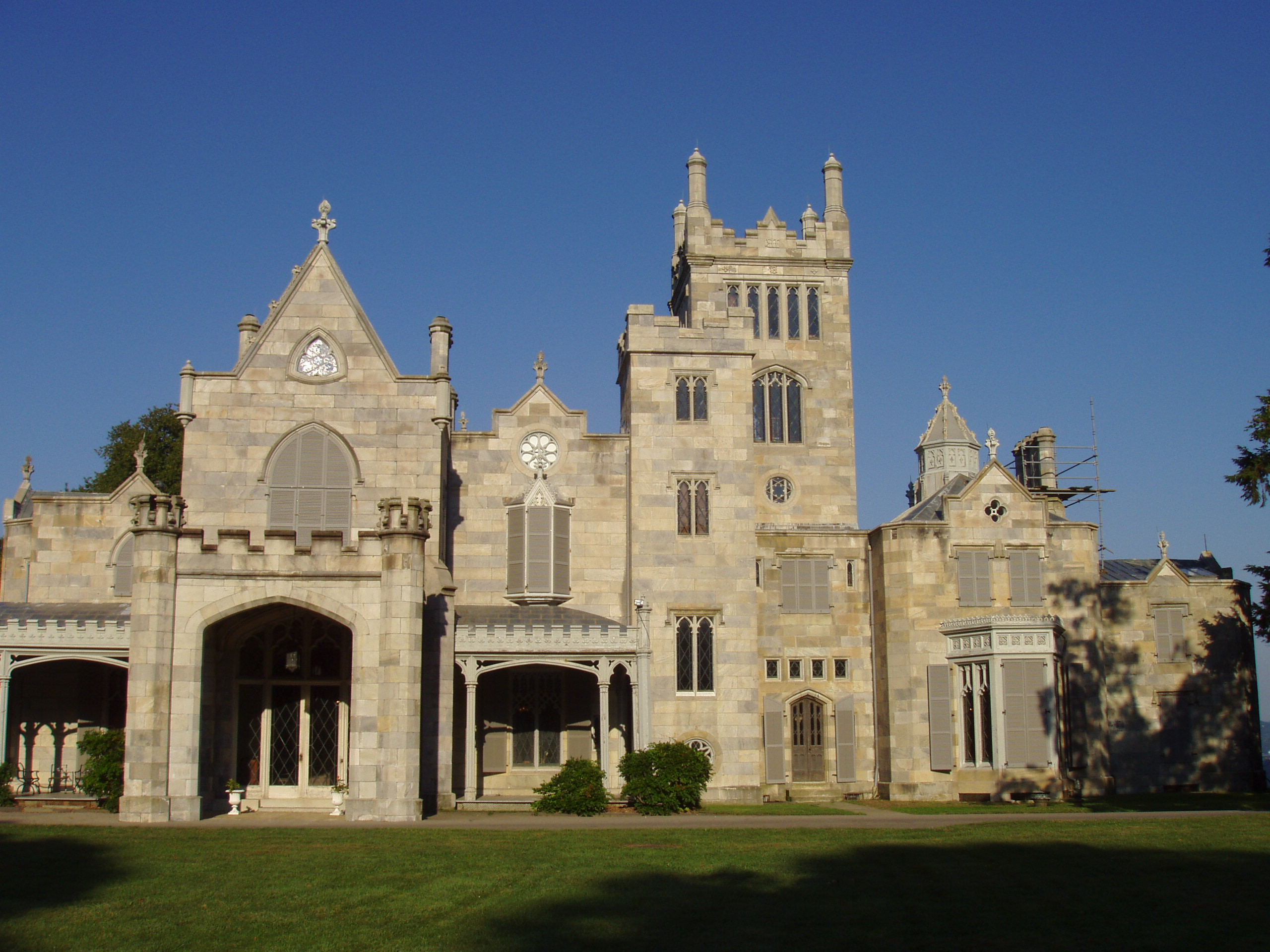
Alexander Jackson Davis, Lyndhurst à Tarrytown, État de New York, résidence néo-gothique, 1864–1865

Plus tard, les grandes familles de la côte est se firent construire d'immenses domaines et des villas dans le style néo-gothique, aux antipodes du néoclassicisme. Ils prirent modèle sur la maison anglaise de Sir Horace Walpole à Strawberry Hill. Alexander Jackson Davis (1803-1892) travailla sur les projets de villas de la vallée de l'Hudson et les habilla de détails fantaisistes tirés du répertoire médiéval. Ces maisons ont généralement un plan irrégulier et sont finement décorées. Pour la résidence de George Merritt à Lyndhurst, Davis choisit d'édifier un bâtiment au plan complexe et d'ouvrir plusieurs oriels qui peuvent faire penser à des vitraux d'églises. Cette demeure marque l'apogée du style Hudson River Gothic.
Dans la seconde moitié du XIXe siècle, les architectes Richard Morris Hunt, Henry Hobson Richardson et Frank Furness ont souvent répondu aux commandes de riches familles comme les Ames ou les Vanderbilt et ont construit des résidences de styles néo-roman ou néo-renaissance. Formés à l'École nationale des beaux-arts de Paris, ils rentrent aux États-Unis pour y décliner leur version revival de la Renaissance italienne pendant le Gilded Age, fascinés par l'humanisme de la Renaissance, la légende de Michel-Ange et l'idée de beauté pure. Les magnats de l'industrie ou du transport investissent dans la pierre et commandent des villas pastichant les palais européens : le domaine Biltmore, près d'Asheville en Caroline du Nord, est la plus grande demeure privée du pays. Richard Morris Hunt copie les ailes Louis XII et François Ier du château de Blois. C'est l'âge d'or des grandes agences comme McKim, Mead and White et du style Beaux-Arts, y compris pour les constructions privées. L'architecture exprime le prestige des notables américains.

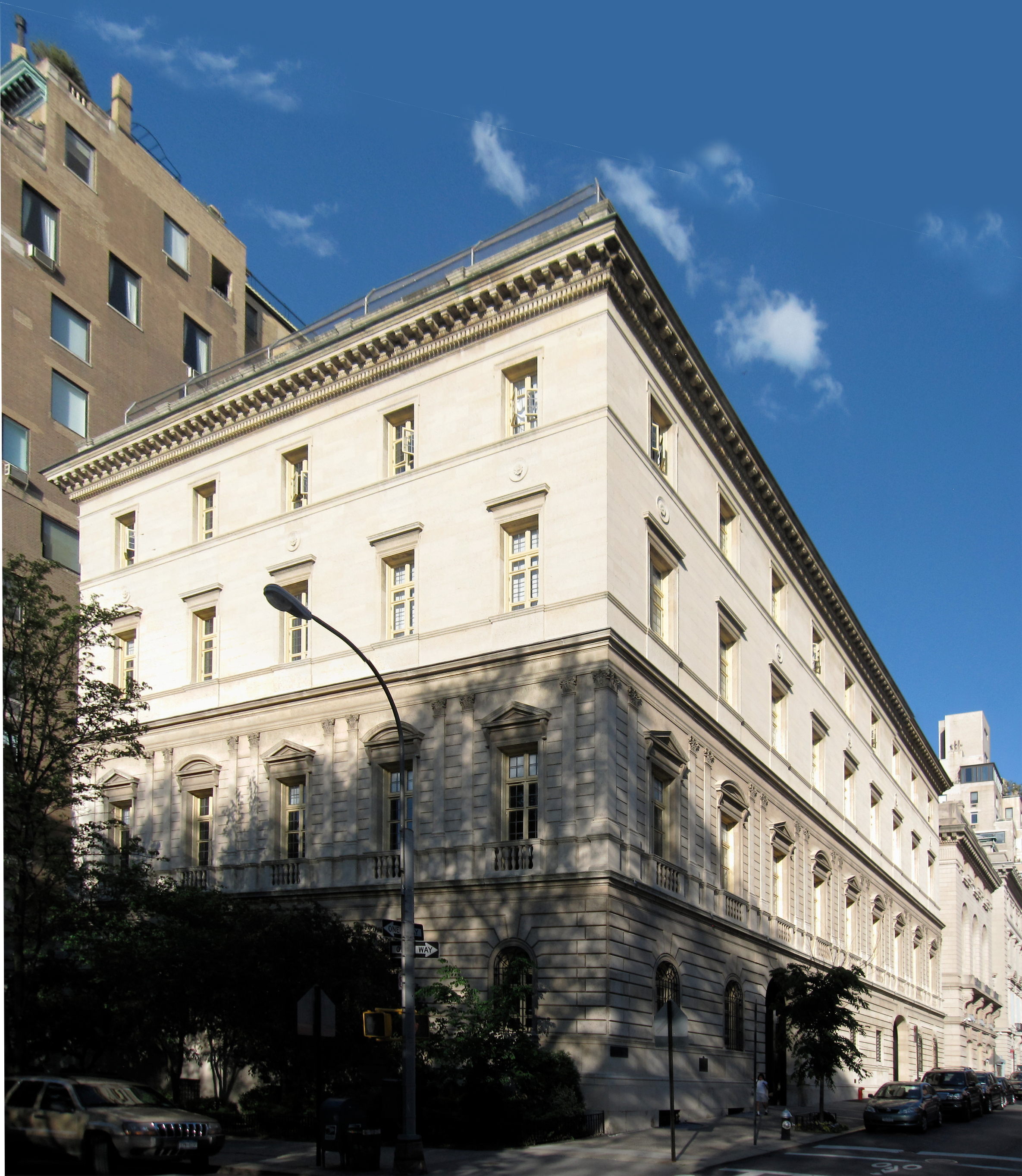
Otto H. Kahn House, New-York.

Des lauréats du prix de l'American Academy in Rome participent à ce mouvement, comme Edward Godfrey Lawson et Philip Trammel Shutze : The Breakers, la demeure des Vanderbilt à Newport (Rhode Island) ressemble à un palais génois avec un décor florentin ; la Otto H. Kahn House de New York s'inspire du palais de la Chancellerie à Rome, le palais de Léon X Médicis ; la Villa Vizcaya à proximité de Miami rappelle la Villa Rezzonico à Bassano del Grappa en Vénétie. L'architecte Charles Adams Platt est représentatif du Italian Derivative, réalisant des résidences d'été aux toitures plates en tuiles, avec des loggias ouvertes et des terrasses, typiques de la Villa toscane, noble et rustique. Cet engouement se poursuit au delà du krach de 1929, comme la villa bâtie en 1929-1930 dans le Bronx pour Anthony Campagna, napolitain ayant fait fortune dans la construction immobilière. L'architecte Dwight James Baum et les paysagistes Ferruccio Vitale et Alfred Geiffert Jr. conçurent un ensemble digne des collines florentines dominant l'Hudson, aujourd'hui classé monument historique.

### L'habitat plus modeste

#### Habitat populaire: l'architecture des pionniers
Au début du XIXe siècle, des manuels moins techniques se diffusent, les pattern books. Le peuplement de l'ouest des États-Unis modifie les besoins de l'architecture. Les pionniers utilisent la technique de la charpente-ballon (balloon frame) dans les années 1840 et 1850. La première utilisation semble remonter à 1833 pour l'édification de l'église St. Mary's à Chicago. Son succès tient à la rapidité de la construction (planches et clous standardisés),. Elle permettait à chacun de monter facilement la charpente et l'ossature de l'habitation qui était ensuite recouverte de bardeaux. L'intérieur des murs était recouvert de plâtre ou de bois. Elle encouragea le développement rapide des villes et permit une grande mobilité. Cependant, ces maisons n'offraient pas de bonnes conditions sanitaires et brûlaient facilement en cas d'incendie.

#### Différents courants architecturaux auXIXesiècle

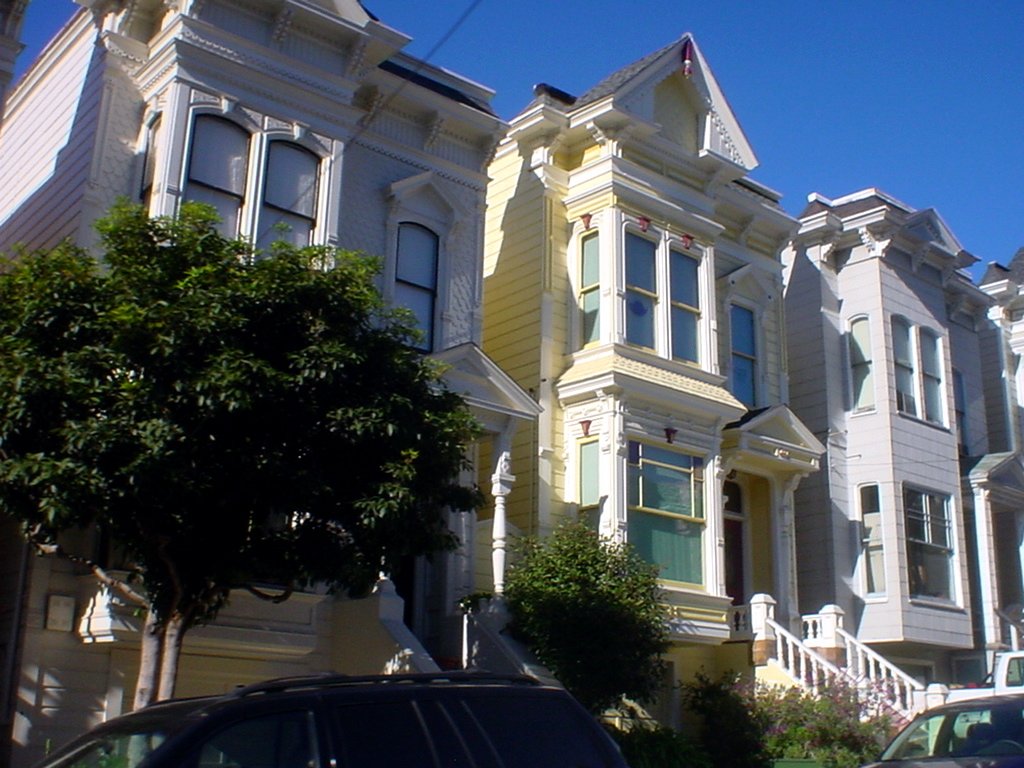
Maisons victoriennes à San Francisco, style italianisant, fin du XIXe siècle

Le Stick Style est une méthode américaine de construction des maisons qui utilise les clayonnages de baguettes de bois. Les constructions sont coiffées de toits hauts, à pentes raides. Le plan est asymétrique et l'espace intérieur s'ouvre sur plusieurs vérandas. L'extérieur n'est pas démuni de décoration (consoles surdimensionnées et raffinées), même si l'objectif principal reste le confort. Richard Morris Hunt construisit la maison de John N. Griswold à Newport en 1862. Le Stick Style est progressivement abandonné après la crise de 1873.
Puis le Shingle Style remplace le Stick Style. Il est caractérisé par la simplicité et la recherche de la commodité. Henry Hobson Richardson construit la maison de William Watts Sherman en 1874-1875 en laissant apparaître la structure en bois. La maison de Mrs. F. Stoughton à Cambridge (1882-1883) et le casino de Newport (1879-1881) conservent la couverture en bardeaux.
Sur la côte ouest, qui attire de plus en plus d'Américains et d'architectes, l'architecture domestique évolue également vers de plus en plus de modernité.
Le quartier d'Haight-Ashbury, à San Francisco, est représentatif des maisons de style victorien italianisant (1860-1900). Construites grâce au bois des séquoias, elles ont résisté à l'incendie de la ville en 1906 et sont extrêmement décorées et colorées. À l'époque, elles offraient tout le confort moderne : chauffage central, électricité, eau courante… Leurs dimensions sont standardisées : 8 mètres pour la façade et 30 mètres pour la profondeur. Elles comportent plusieurs étages et des oriels.
Le goût pour la simplification des volumes et de la décoration extérieure progresse grâce aux réalisations d'Irving Gill à qui l'on doit plusieurs maisons californiennes à toit plat dans les années 1910 (maison de Walter Luther Dodge, Los Angeles, par exemple). Rudolf M. Schindler et Richard Neutra adaptent le modernisme européen au contexte californien, dans les années 1920 (Lovell Beach House, Newport Beach (Californie) ; maison Health House à Los Angeles).

## Architecture et révolution industrielle (1865-1914)

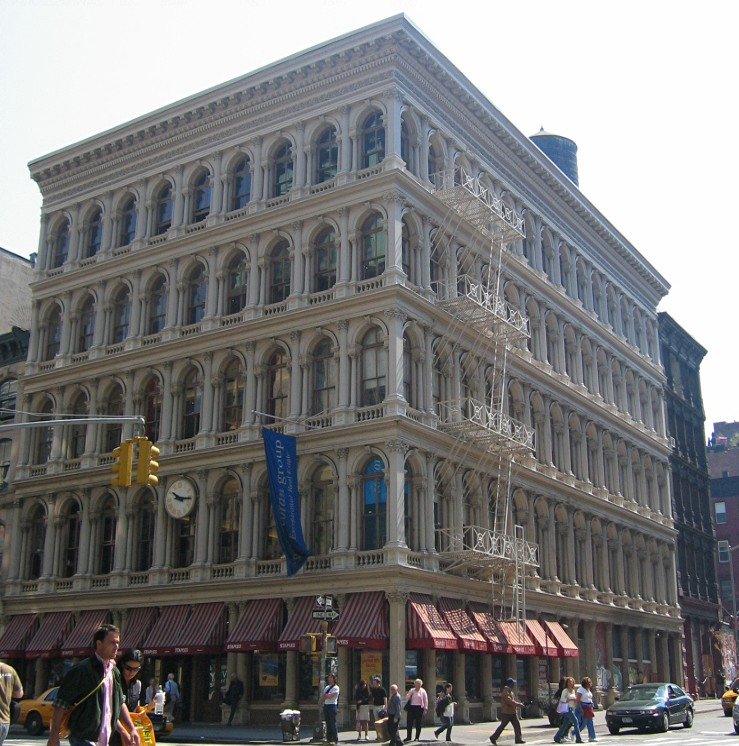
L'immeuble Haughwout à armature de fonte (cast-iron building), Greene Street, New York, 1857

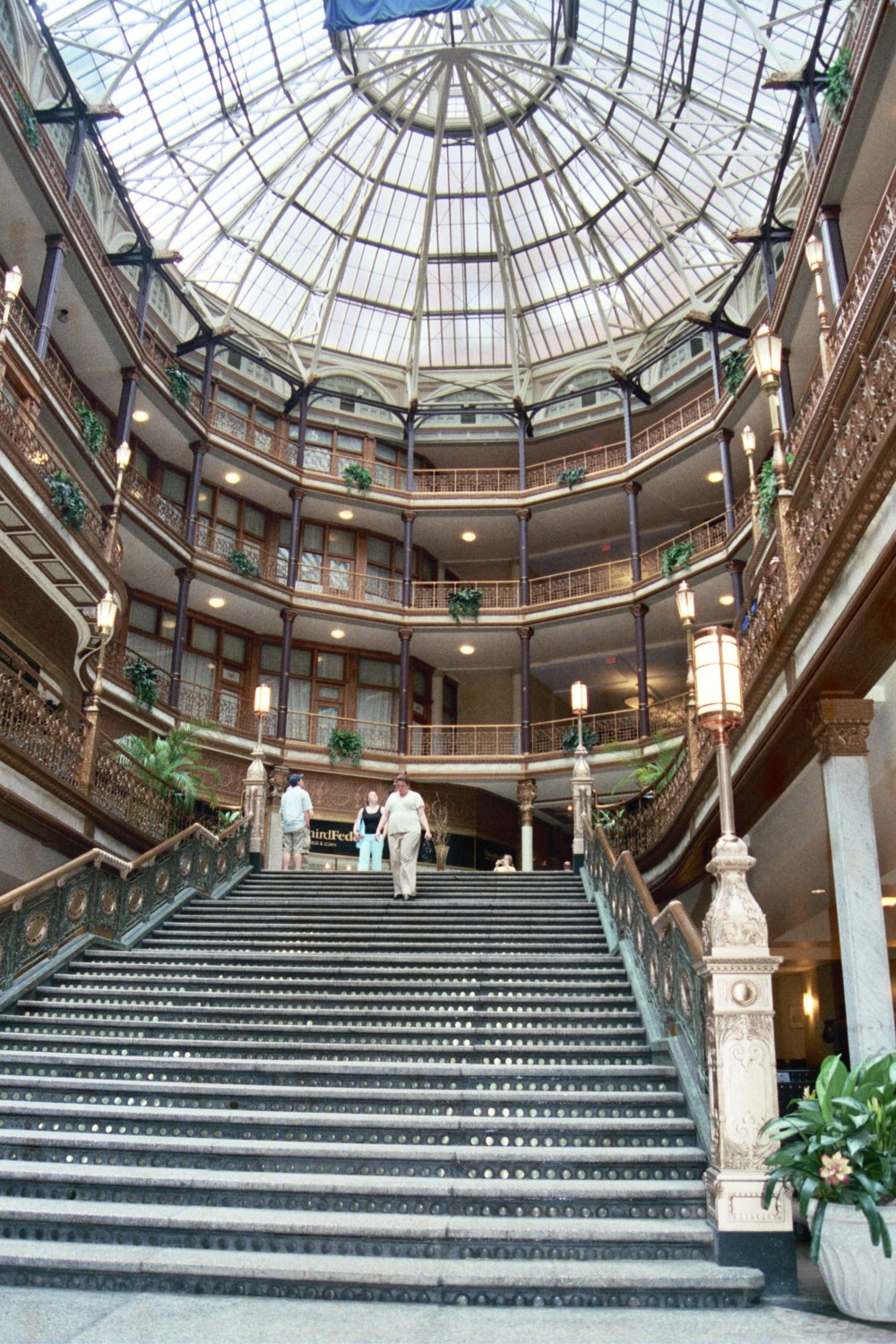
Les Arcades de Cleveland, 1890

La seconde moitié du XIXe siècle est celui de la reconstruction après la guerre de Sécession et du développement économique des États-Unis. La révolution industrielle fait naître de nouveaux matériaux de construction (acier, béton). L'urbanisation, la croissance démographique et le capitalisme suscitent des bouleversements profonds dans l'architecture américaine (gare, bureaux...), qui connaît son âge d'or. Les architectes obtiennent une reconnaissance officielle et travaillent aussi bien pour l'État que pour une clientèle bourgeoise en quête de confort. La fin de cette période est marquée par l'apparition du cinéma qui exige de nouvelles constructions assurées notamment par Thomas W. Lamb à New York.

### LesCast-iron Buildings
Au milieu du XIXe siècle, de nouvelles méthodes de fabrication directe de l'acier apparaissent (procédé Thomas-Gilchrist, fours Bessemer et Siemens-Martin). Ces découvertes permettent la fabrication en masse d'un acier de « qualité ». Les industriels font valoir les qualités du métal en architecture : les pièces standardisées réduisent le coût de la construction. Les risques d'incendie sont diminués grâce au procédé d'ignifugation. James Bogardus (1800-1874) est l'un de ces entrepreneurs qui fait la publicité de ce mode de construction lié à la révolution industrielle et appelé cast-iron building. Plusieurs usines et magasins utilisent cette technique à New York, comme l'immeuble Haper, construit en 1854 et qui imite la façade d'un palais de la Renaissance. Daniel Badger (1806-1884) fabrique les éléments métalliques qui décorent la façade de l'immeuble Haughwout. Il est doté du premier ascenseur à vapeur Otis qui dessert les cinq étages. Les fenêtres sont encadrées par des colonnes corinthiennes et l'ensemble est surmonté d'une corniche minutieusement ornée. Le décor de la façade cache l'ossature métallique interne.
L'architecture métallique se pare de verrières qui éclairent l'espace intérieur : à Cleveland, les arcades de 1890 ont été dessinées par John Eisenmann sur le modèle de la galerie Victor-Emmanuel de Milan. Elles sont composées de 1 800 panneaux de verre et ont été financées par les magnats John D. Rockefeller et Marcus Hanna.

### Naissance des gratte-ciel
Les constructions de gratte-ciel furent rendues possibles grâce à l'invention de l'ascenseur et au progrès de la sidérurgie. Le plan en damier et la spéculation foncière dans les centres urbains américains ne sont pas étrangers au succès de ce mode de construction. Enfin, le regroupement des entreprises et la compétition capitaliste incitent à l'élévation verticale des bâtiments.
Il est difficile de dire quel est le premier gratte-ciel de l'histoire. Les New-Yorkais affirment qu'il s'agit du New York Tribune Building, dessiné par l'architecte Richard Morris Hunt (1875, 79 mètres), tandis que d'autres suggèrent qu'il s'agit du Home Insurance Building (1885) à Chicago, dessiné par l'architecte William Le Baron Jenney. Ils militent pour un style simple et utilitaire ; certains considèrent qu'ils préfigurent le mouvement rationaliste. Le Wainwright Building à Saint Louis (Missouri) a été réalisé par l'architecte Louis Sullivan en 1890. Il constitue un exemple représentatif de l'École de Chicago et se caractérise par son ossature en acier apparente doublée d'une seconde ossature en béton.

### Gratte-ciel néogothiques

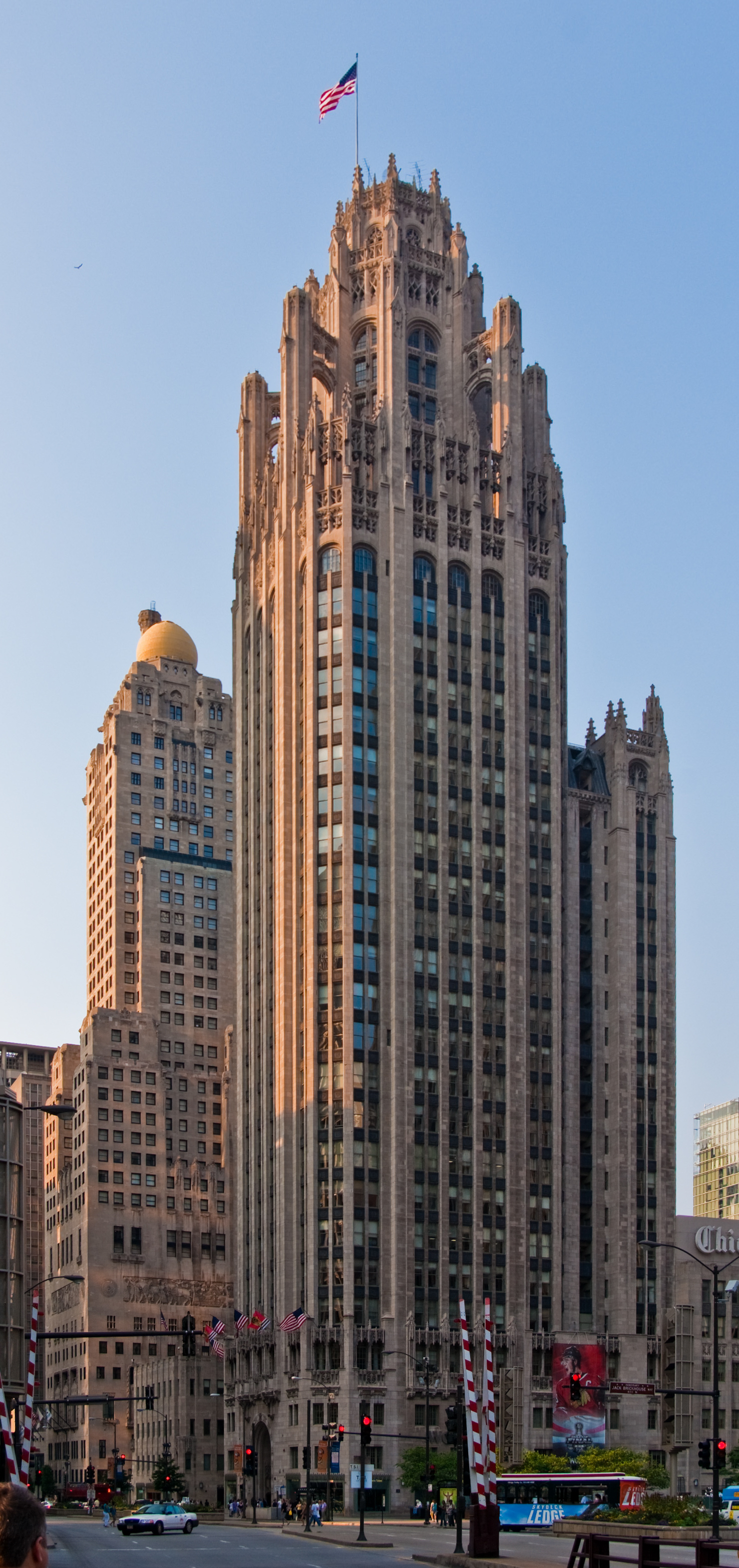
La Tribune Tower, 1925, Chicago, John Mead Howells & Raymond Hood, style néogothique.

Le Woolworth Building de New York, œuvre de l'architecte Cass Gilbert (1913) est l'un des gratte-ciel néogothiques les plus réussis. Avec ses 60 étages, il dépassait alors la Metropolitan Life Tower. Les trois premiers niveaux sont parés d'un beau calcaire remplacé aux niveaux suivants par de la terre cuite. La tendance néogothique a poussé l'architecte à ajouter des faux contreforts et des gargouilles. Compte tenu du gigantisme de l'édifice, les éléments décoratifs ont été surdimensionnés afin d'être visibles depuis la rue.
À Chicago, le projet du siège du journal Chicago Tribune est décerné à Raymond Hood et John Mead Howells. Inauguré en 1925, la Tribune Tower est l'un des immeubles emblématiques de la ville et figure sur la liste du Registre national des lieux historiques.

### Réflexions sur les gratte-ciel
Rapidement, plusieurs architectes américains (dont Louis Sullivan…) critiquent cette nouvelle architecture verticale. L'élévation vertigineuse des buildings empêche la lumière d'atteindre le sol. Le plan orthogonal entraîne un engorgement de la circulation. On risque d'uniformiser l'aspect des centres-villes. Enfin, des problèmes nouveaux de sécurité émergent, notamment en matière d'incendie.
Dès 1916, pour répondre à ces difficultés est adoptée à New York une loi sur le zonage (Zoning Law). Le règlement oblige les architectes à adapter la hauteur des immeubles en fonction de la taille de la parcelle. Il reste en vigueur jusqu'en 1961. Cela donne lieu à la construction d'édifices pyramidaux (derniers étages en retraits) tels que l'Empire State Building, voire construits sur une partie seulement de la parcelle, comme le Seagram Building (Ludwig Mies van der Rohe et Philip Johnson, 1958) qui ménage un retrait de 28 mètres par rapport à Park Avenue et propose un moyen original d'intégration du gratte-ciel dans la ville. Encore aujourd'hui, ce droit au ciel est très réglementé (Tiffany a ainsi vendu le sien à Trump, permettant l'élévation du Trump Building).
En 1904, Frank Lloyd Wright s'intéresse aussi au problème de la lumière ; il dessine le Larkin Building à Buffalo qu'il organise autour d'un grand puits central éclairé par le haut et sur lequel donnent les pièces de chaque étage. L'immeuble s'ouvre donc vers l'intérieur et ménage une grande salle commune en son milieu. En utilisant la pierre et la brique, en découpant des plans horizontaux, Wright refuse la standardisation des gratte-ciel.

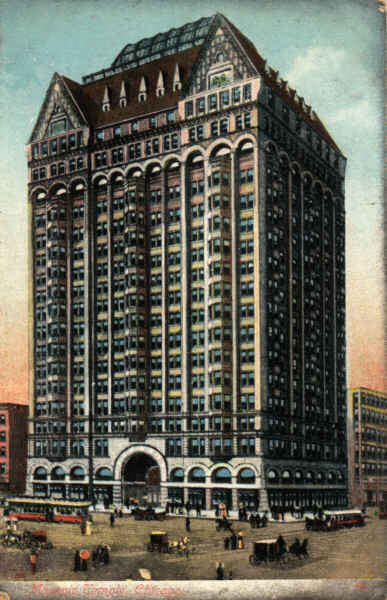
Masonic Temple Building, (1891-1892), par Daniel Burnham, Chicago.
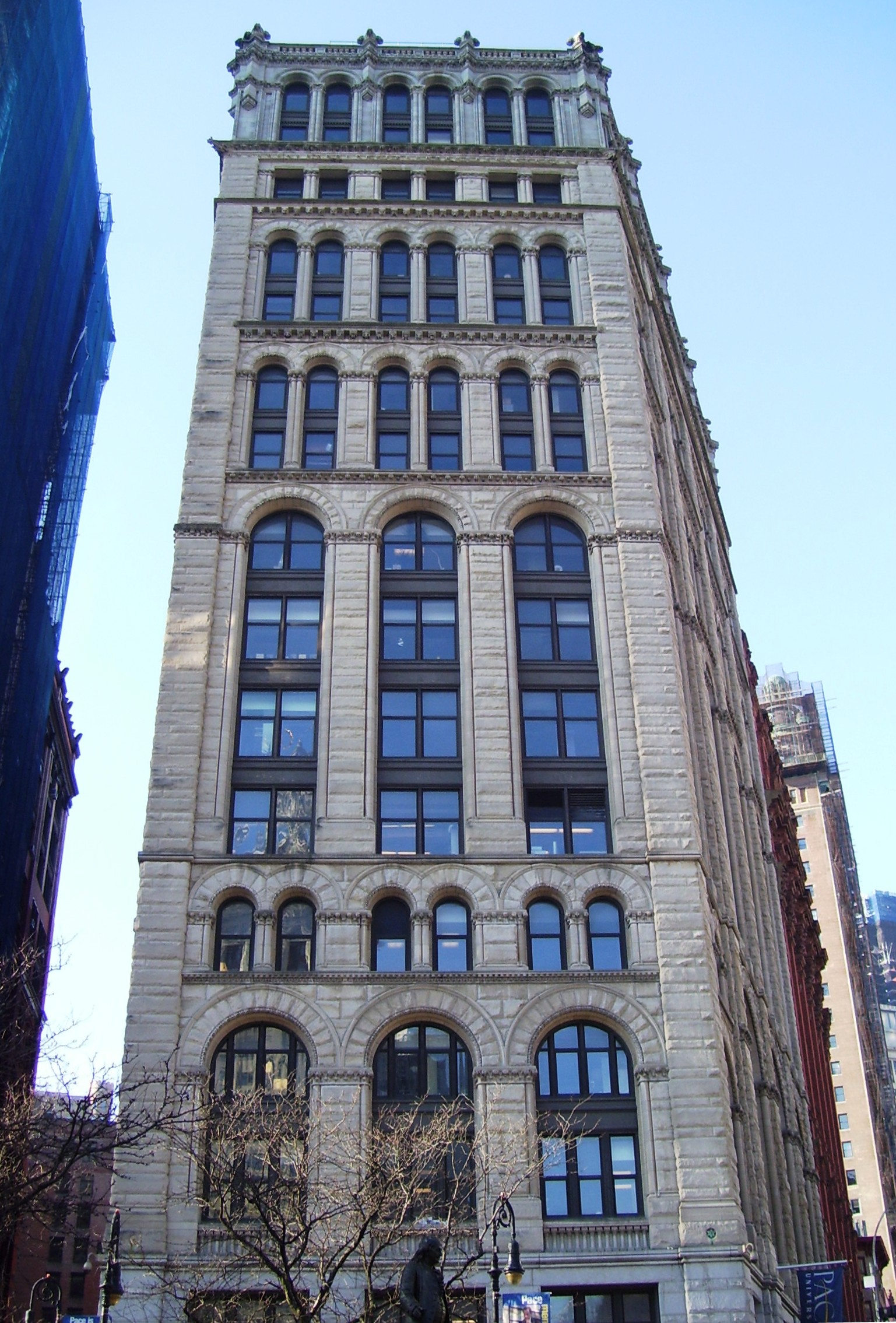
New York Times Building, (1889), par George B. Post, New York, style néo-roman.
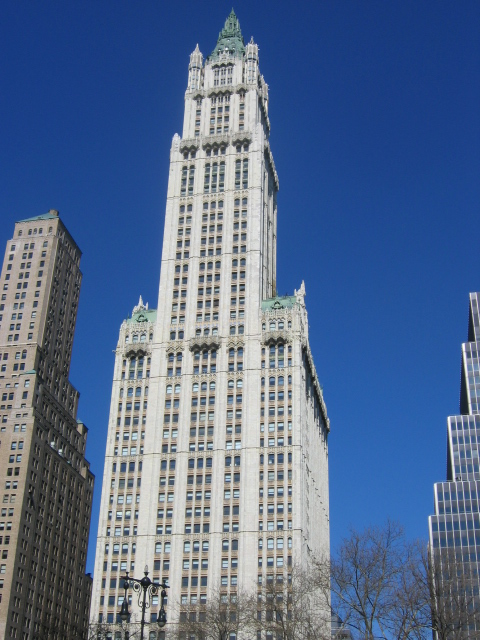
Woolworth Building, (1913), par Cass Gilbert, New York, style néogothique.
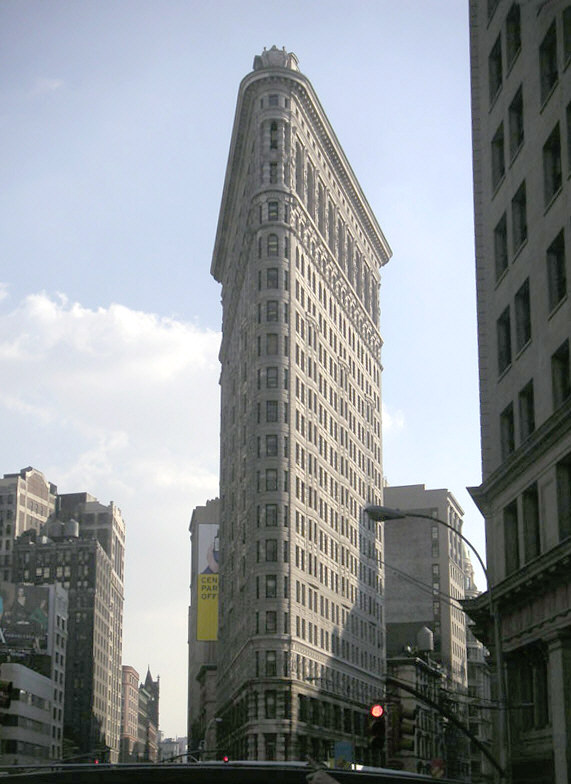
Flatiron Building, (1902), par Daniel Burnham, New York, style Beaux-Arts.

## L'architecture duXXesiècle(de 1914 à 1999)

### L'œuvre de Frank Lloyd Wright

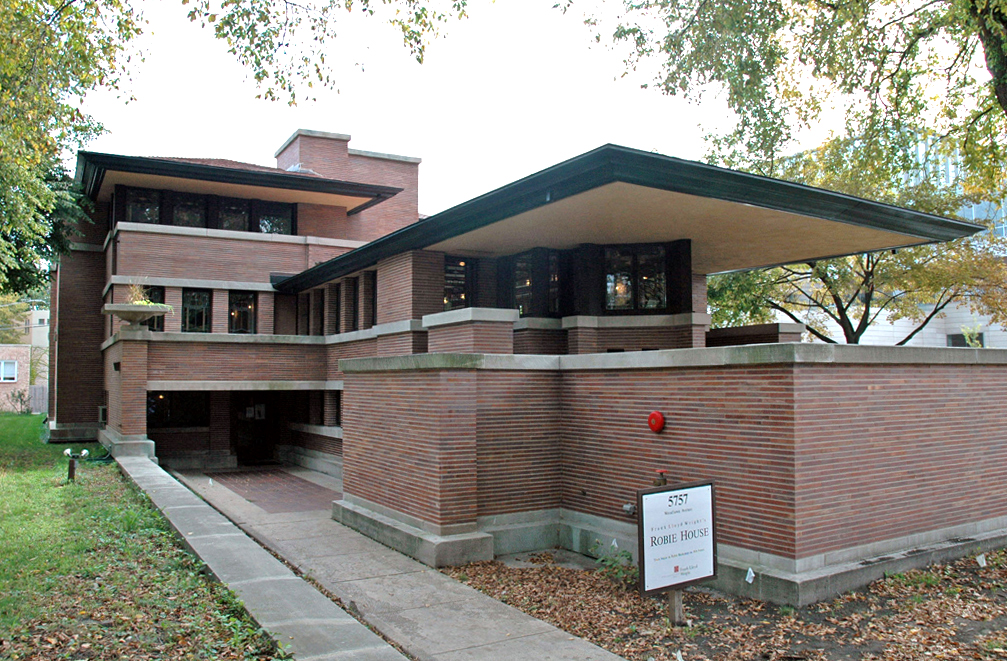
Robie House, Chicago, Frank Lloyd Wright, 1906-1909, style Prairie School

La Prairie School inaugure la période de l'architecture organique aux États-Unis. Louis Sullivan et Frank Lloyd Wright sont considérés comme ses principaux représentants. La première grande maison de la Prairie est celle de Highland Park dans l'Illinois, terminée en 1902 pour Ward W. Willitts. Wright prend le parti d'un plan centré et asymétrique, organisé autour de la cheminée. La maison est représentative de l'idée d'ouverture sur la nature et d'horizontalité. L'entrée est modeste et les pièces basses de plafond : dans son autobiographie (1932), Wright avoue qu'elles sont calibrées sur la taille d'un homme de 1,74 m. L'exemple le plus abouti de la Prairie School est certainement la maison Robie située à Chicago (1906-1909) qui fait penser à un paquebot élancé.
Après un séjour au Japon, Frank Lloyd Wright revient aux États-Unis et met au point la technique dite des textile blocks, c'est-à-dire qu'il a recours à des blocs de béton standardisés. Cela donne des maisons à l'aspect ramassé comme la maison d'Alice Millard à Pasadena (1923, Californie). Grâce au mécénat d'Edgar J. Kaufmann, Wright poursuit ses recherches et construit la célèbre Maison sur la cascade en 1936. Il exploite les possibilités de porte-à-faux et des fenêtres d'angle. Au total, Frank Llyod Wright a conçu quelque 120 maisons entre 1948 et 1959.

### L'Art déco dans l'architecture américaine

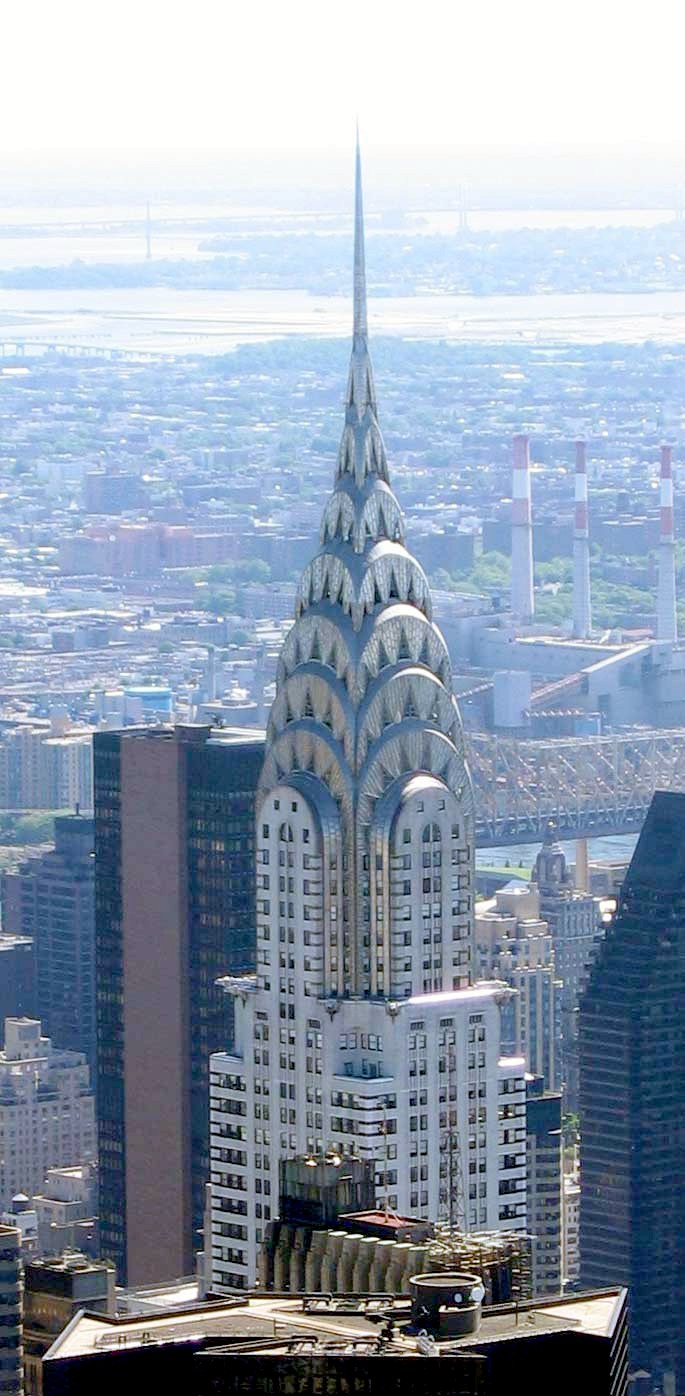
William Val Allen, Chrysler Building, New York, Art déco, 1930

À la fin des années 1920, l'influence de l'Art déco se fait sentir dans l'architecture américaine, en se mélangeant avec les exigences urbanistiques locales et les sources d'inspiration précolombienne. Le parti pris de la simplification géométrique, de la stylisation et de l'emploi de matériaux luxueux s'illustre essentiellement dans les gratte-ciel de New York : Chrysler Building (1930), Empire State Building (1931), Chanin Building (1929), etc. mais aussi dans plusieurs bâtiments de Chicago : Old Dearborn Bank Building (1928), Chicago Board of Trade Building (1930), Carbide & Carbon Building (1929), Merchandise Mart (1930) et Palmolive Building (1929). Les autres réalisations sont isolées : Fisher Building (1928) et Guardian Building (1929) à Détroit ou situées sur la côte ouest : Argyle Hotel et The Eastern Building (1929) par Claude Beelman à Los Angeles ou encore le pont du Golden Gate (1937) à San Francisco.
Malgré la crise qui part de Wall Street en 1929, les gratte-ciel sortent de terre, parfois à une vitesse impressionnante comme pour l'Empire State Building, qualifié de « merveille du monde moderne ». Le Rockefeller Center, énorme complexe architectural au cœur de Manhattan, marque l'idée ambitieuse de construire une « ville dans la ville », à une époque plutôt morose. Pour soutenir cet élan et faire baisser le chômage dans le secteur du bâtiment, le président Roosevelt engage une série de grands chantiers publics.
L'Art déco a connu un développement singulier en Floride : de nombreux hôtels sont construits à Miami Beach après l'ouragan de 1926. Les éléments décoratifs en stuc et en marbre reprennent la faune et la flore locales (flamants roses, palmiers...) si bien que l'on parle de tendance Tropical Art Deco. Elle utilise des couleurs pastel. La commission des sites historiques a classé plus de 800 de ces constructions parfois exubérantes, qui se concentrent sur Lincoln Road Mall et Ocean Drive. L'Art déco floridien se décline en quatre tendances des années 1920 aux années 1940 : Zig-zag modern, Mediterranean revival, Streamline modern et Depression modern.

### Le Style international et l'influence de l'école du Bauhaus

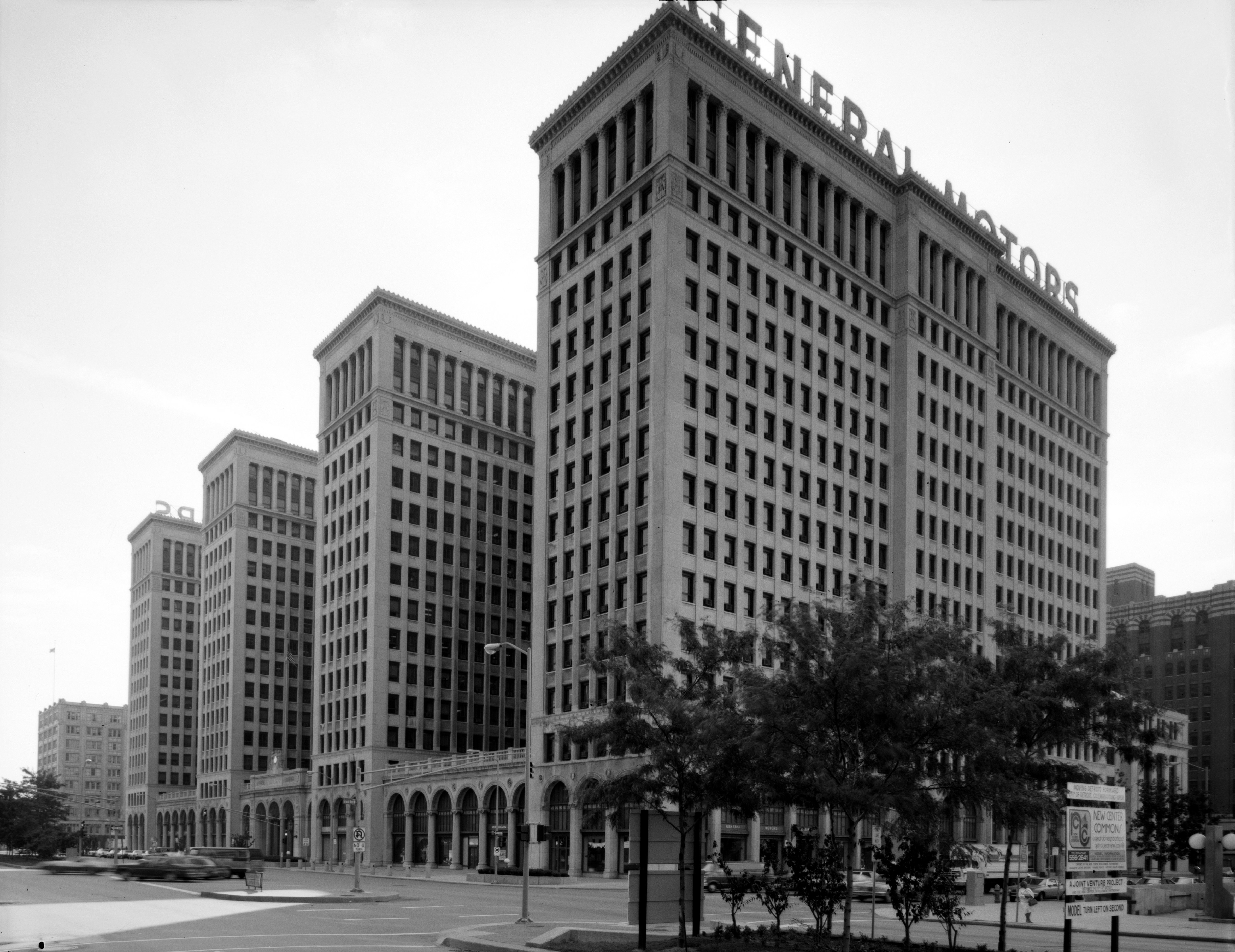
Albert Kahn, General Motors Building, 1923, Détroit, style Beaux-Arts.

L'expression « Style international » est pour la première fois utilisée en 1932 dans un ouvrage de Henry-Russell Hitchcock et Philip Johnson, rédigé à la suite d'une exposition du MoMA de New York intitulée Modern Architecture. La montée des dictatures en Europe a laissé à l'Amérique l'initiative de diffusion du modernisme architectural en accueillant les architectes européens émigrés, en particulier allemands et autrichiens. En 1933, l'école du Bauhaus ferma ses portes en Allemagne sous la contrainte des nazis, ses artistes pourchassés durent s'enfuir souvent aux États-Unis, notamment à Chicago, alors que leurs œuvres étaient, en Allemagne, systématiquement détruites.
Les trois règles de base marquent une rupture avec l'architecture traditionnelle : mettre en valeur les volumes par des surfaces externes lisses ; éviter tout élément décoratif mais soigner les détails architecturaux ; enfin suivre le principe de régularité. Le Style international se présente donc comme une tendance résolument moderniste et recherche le dépouillement.

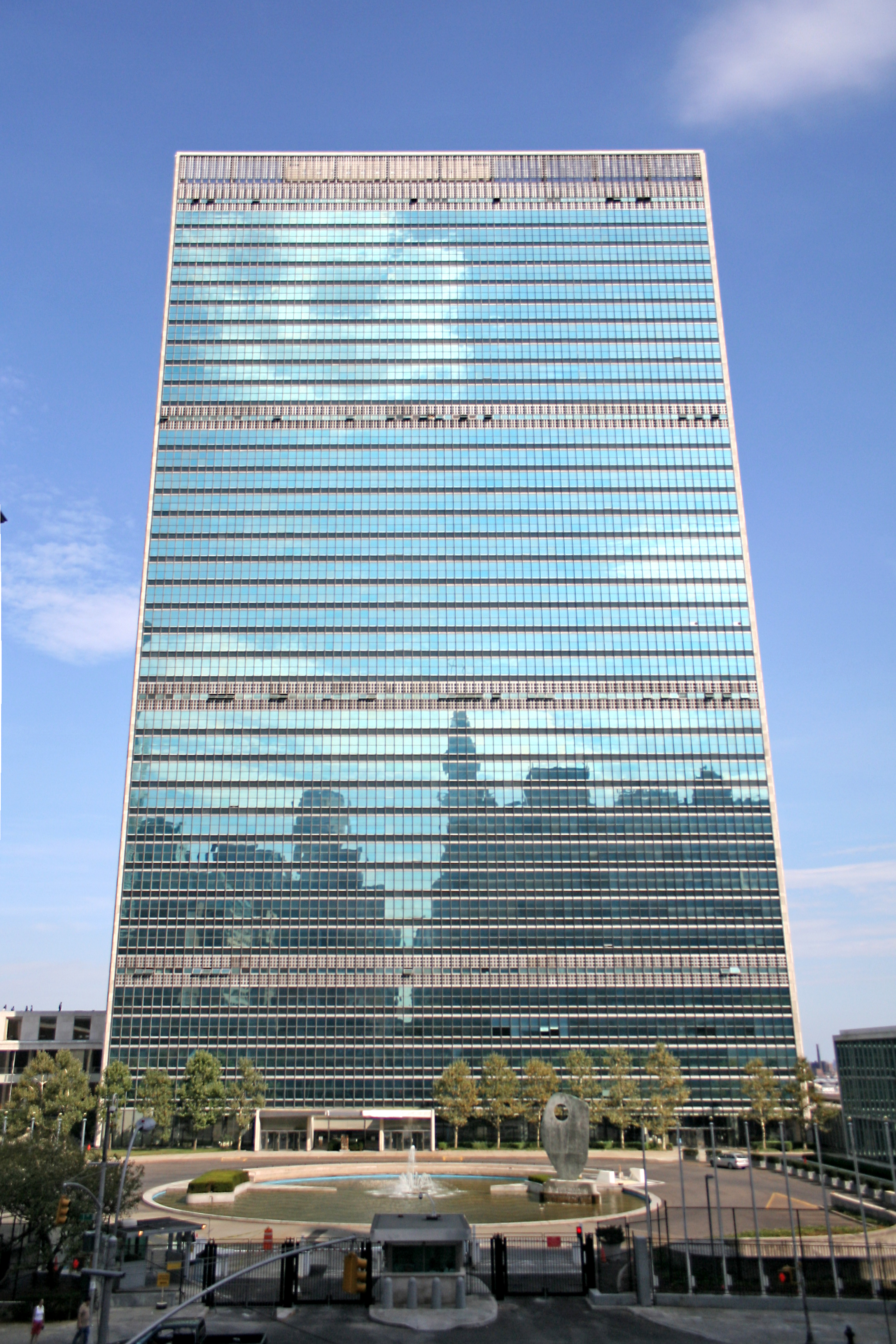
Le siège de l'ONU, 1951, New York, style international, œuvre collective

Le siège de l'ONU à New York est l'illustration la plus remarquable du style international après 1945. Il fut construit le long de l'East River sur un terrain acquis grâce à une donation de John Davison Rockefeller Junior. Il a été inauguré le 9 janvier 1951 et devient le symbole de l'internationalisme et du progrès. Il applique la conception de bâtiments séparés selon leur fonction. Le gratte-ciel abritant le secrétariat des Nations unies culmine à 164 mètres et se présente sur deux faces comme un mur-rideau de verre et aluminium, alors que les autres côtés sont couverts de plaques de marbre.
La période de l'après-guerre est marquée par les œuvres du Finlandais Eero Saarinen dont l'éclectisme se manifeste dans l'auditorium Kresge du Massachusetts Institute of Technology (MIT - 1956), l'arche de Saint Louis (1967) ou encore dans son travail sur les terminaux des aéroports de New York et Washington DC. L'Allemand Walter Gropius enseigne l'architecture à l'université de Harvard pour laquelle il construit en 1948 le Graduate Center, un complexe de logements pour les étudiants. Une telle commande, résolument fonctionnelle, est une première dans le monde des grandes universités et elle marque un tournant dans la réception de cette esthétique aux États-Unis. Plus tard, il construit avec Pietro Belluschi l'immeuble controversé de la Pan Am à New York (1963). Gropius formera les grands architectes de la génération suivante.

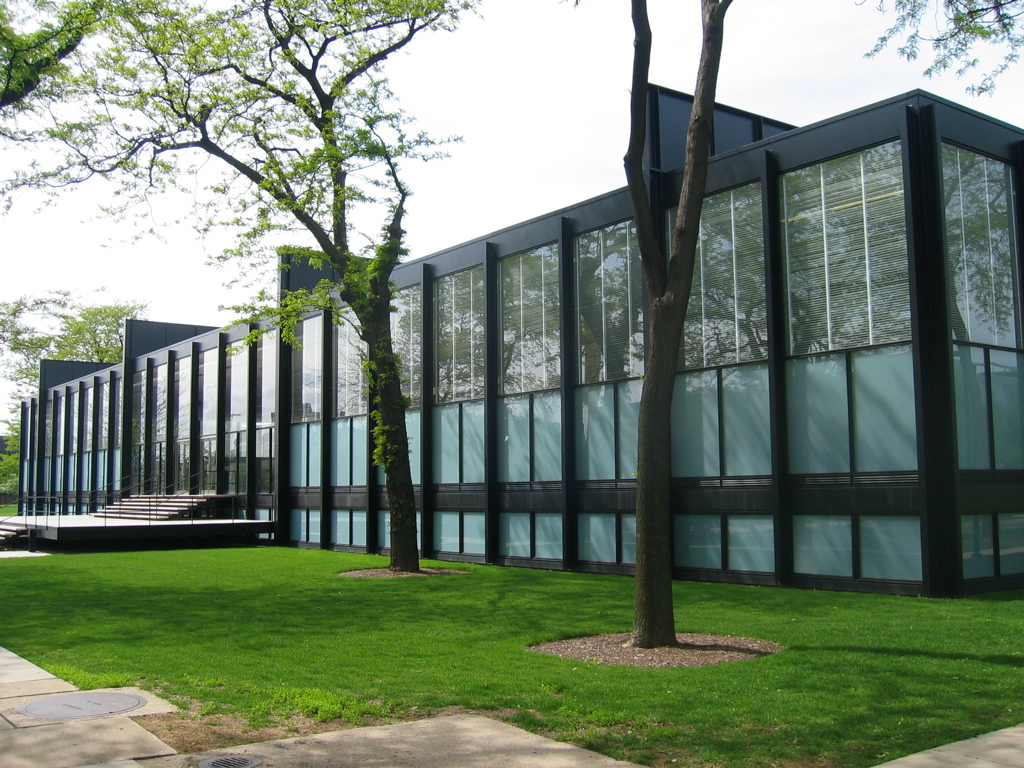
Ludwig Mies van der Rohe, Crown Hall, 1956, Chicago, style international

Ludwig Mies van der Rohe arrive aux États-Unis en 1937 et applique ses conceptions du classicisme moderniste à New York (Seagram Building, 1958), Chicago (université à South Side). Il est l'architecte le plus fécond de tous.
Victor Gruen (1903-1980), architecte d'origine autrichienne, concepteur de grands centres commerciaux (Le South Coast Plaza et le Southdale Center), était de conviction plutôt socialiste. Pour son concepteur, il s’agit de proposer des espaces publics protégés du climat, couverts et totalement contrôlés. 
Le courant moderniste utilisa largement le béton, le laissant à l'état brut dans plusieurs ouvrages des années 1960 et 1970 : le Carpenter Center for the Visual Arts sur le campus de Harvard est le seul bâtiment dessiné par Le Corbusier aux États-Unis. Les représentants les plus célèbres de la tendance brutaliste sont Paul Rudolph, Marcel Breuer, Bertrand Goldberg et Louis Kahn.
Après la Seconde Guerre mondiale, les années de croissance économique voient éclore le pop art qui influença les réalisations architecturales. Robert Venturi et Charles Willard Moore sont des architectes qui osent utiliser une décoration pittoresque et variée, en totale contradiction avec l'austérité du style international contemporain. La mode du California Crazy, utilisée par James Wines, consiste à faire d'un objet trivial et quotidien une forme architecturale (un snack-bar en forme de hamburger). Les parcs d'attractions utilisent cette architecture du loisir, critiquée comme étant une architecture de façade, vulgaire et éphémère. On trouve cette tendance colorée, voyante et excentrique à Las Vegas.

## La remise en cause du style international: le postmodernisme

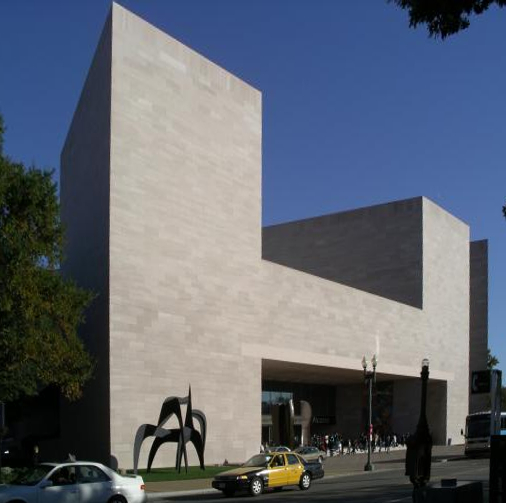
National Gallery of Art, Ieoh Ming Pei, Washington DC, style postmoderne

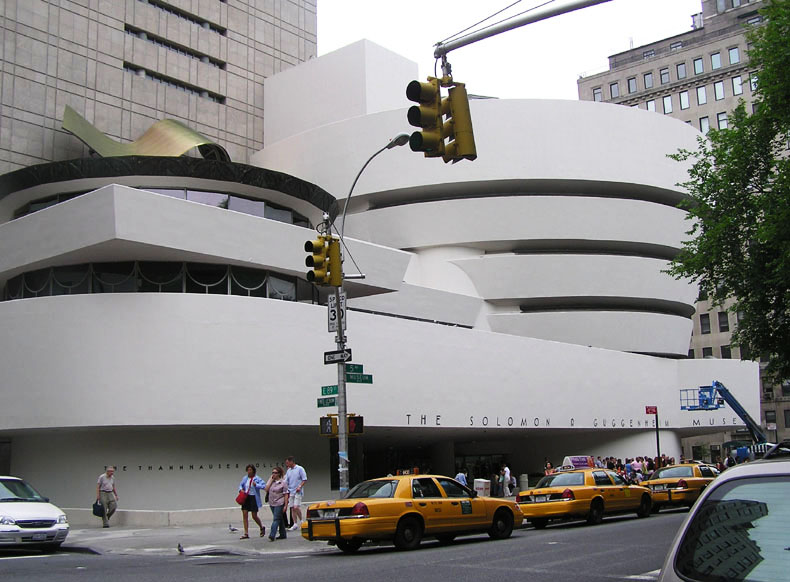
Le musée Guggenheim à New York, conçu par Frank Lloyd Wright

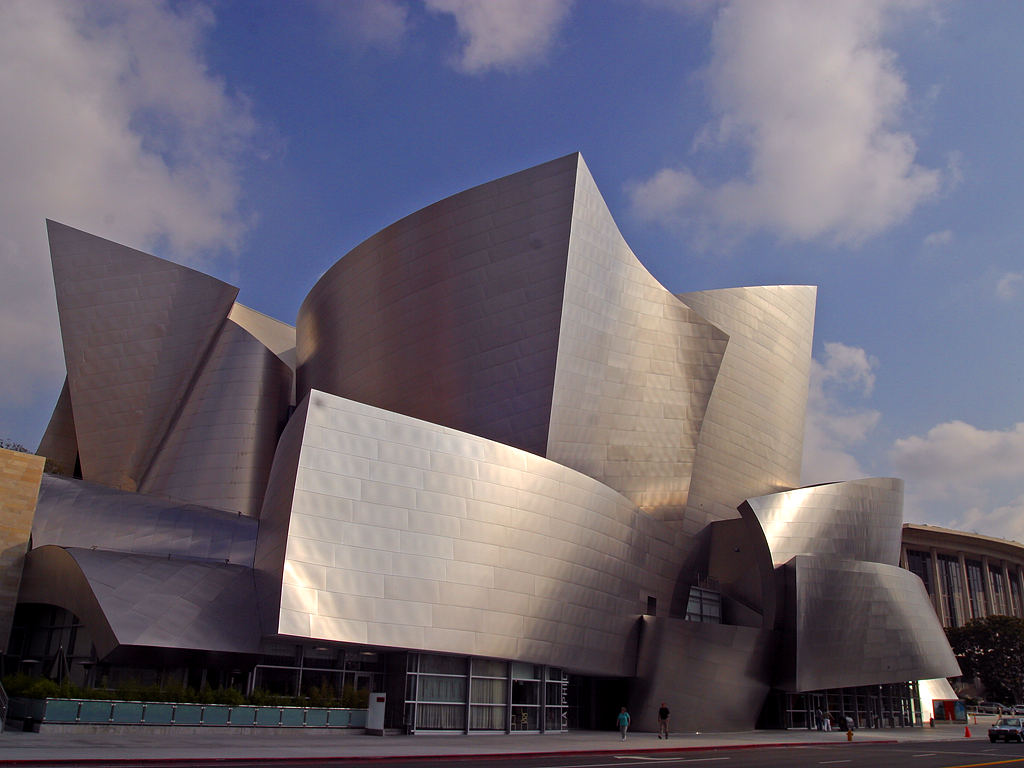
Frank Gehry, Walt Disney Concert Hall

Les années 1970 marquent un tournant dans l'architecture américaine : le choc pétrolier et la prise en compte de l'héritage patrimonial constituent la nouvelle donne pour les architectes. On assiste alors à la critique du style international et de sa tendance minimaliste et austère. De nombreux architectes réhabilitent les styles Beaux-Arts et Art déco.
Les œuvres majeures du postmodernisme sont le Lincoln Center et le Metropolitan Opera (New York, 1962–1966). La tendance éclectique s'exprime sur les campus universitaires comme celui de Yale (Gordon Wu Hall, 1980, Robert Venturi). Les gratte-ciel de Philip Johnson s'éloignent aussi de la banalité et de la tendance à l'uniformité (IDS Center à Minneapolis). Cet architecte cherche à placer des codes érudits, les références au passé et des éléments totalement modernes. L'American Telephone and Telegraph Company (1979) à New York dispose d'un arc d'entrée monumental sur huit niveaux et d'un sommet en forme de fronton inachevé ; il a été largement critiqué.
Enfin, les musées ont besoin d'un renouvellement architectural pendant cette période. On pense en premier lieu au Musée Guggenheim de New York. Le Metropolitan Museum of Art se dote de nouvelles ailes confiées à John Dinkeloo et Kevin Roche, qui utilisent de grandes verrières (aile Sackler par exemple). Edward Larrabee Barnes adopte un plan audacieux en hélice pour le Walker Art Center de Minneapolis (1968–1971). Il travaille aussi pour le musée d'art de Dallas (1984) et le Smart Museum of Art de Chicago. Enfin, Pei et Richard Meier marquent de leur empreinte plusieurs lieux de culture dans les années 1980. Pour la National Gallery of Art, Pei juxtapose les volumes. Richard Meier renouvelle le genre Le Corbusier (Getty Center à Los Angeles (1985–1997), High Museum of Art à Atlanta (1980-1983)).
Les autres grands représentants du postmodernisme américain sont Charles Willard Moore, Stanley Tigerman, Wallace K. Harrison, Cesar Pelli et Robert Venturi. Certains connaissent une carrière internationale.
Le déconstructivisme s'exprima en architecture à la fin des années 1980 avec les œuvres de Frank Gehry : Weisman Art Museum (1993), Walt Disney Concert Hall (2003), Pavillon Jay Pritzker (2004). Michael Graves a également une renommée mondiale grâce à ses bâtiments conçus pour la société Disney : hôtels du Walt Disney World Resort à Orlando, siège social à Burbank par exemple.

## L'architecture high-tech
L'architecture high-tech ou « techno-architecture », parfois intégrée dans ce que certains appellent le « Modernisme tardif », est un mouvement architectural qui émergea dans les années 1970, incorporant des éléments industriels hautement technologiques dans la conception de toute sorte de bâtiments, logements, bureaux, musées, usines. Ce style high-tech est apparu comme un prolongement du Mouvement moderne, au-delà du brutalisme, en utilisant tout ce qui était rendu possible par les avancées technologiques et avec une possible nuance d'ironie.
Ce style apparaît durant la période où le Modernisme est déjà remis en cause, particulièrement aux États-Unis, par le postmodernisme. Parmi les architectes américains, Richard Buckminster Fuller fut l'un de ses principaux représentants : il créa le concept du dôme géodésique, qui fut utilisé pour le pavillon des États-Unis à l'exposition internationale de 1967 ainsi qu'à Seattle.

## XXIesiècle: remises en cause et nouveaux défis

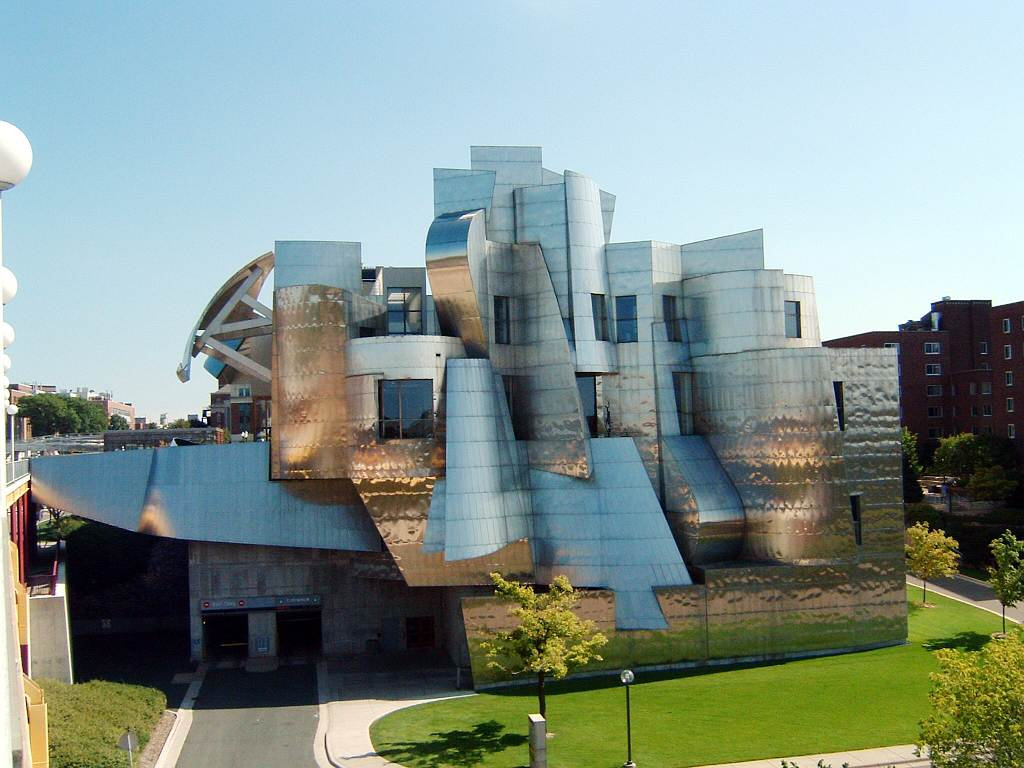
Weisman Art Museum, Minneapolis

Les attentats du 11 septembre 2001 ont provoqué le début d'une réflexion sur les gratte-ciel, leur symbolique et leur sécurité. De nouvelles exigences écologiques (architecture verte) apparaissent et l'utilisation de l'informatique bouleverse la façon d'appréhender l'architecture. Dans le contexte de la mondialisation, on aurait tendance à penser que les mégapoles se ressemblent toutes. Pourtant, on assiste plutôt à une augmentation de la diversité grâce aux nouveaux matériaux (acier tendu, structures membranes) et à l'audace des architectes. L'architecture du site prend en compte les contraintes du milieu (séisme, froid...) et cherche à utiliser des panneaux solaires (Californie). Une nouvelle génération de gratte-ciel « verts » (« green buildings ») voit le jour dans les métropoles américaines : le cabinet d'architectes basé à Chicago Skidmore Owings et Merrill a élaboré l'immeuble 7 World Trade Center, à New York qui maximise l'usage de la lumière naturelle et l'emploi de matériaux recyclés. L’US Green Building Council (USGBC) est chargé d'attribuer le label « construction écologique ». James Wines est l'un des principaux représentants de la nouvelle architecture bioclimatique (environmental design en anglais)
Enfin, les architectes américains sont invités à réfléchir, avec leurs collègues urbanistes, à la revitalisation des centres d'affaires et des quartiers intermédiaires dégradés (création de loft, réhabilitation du quartier de Harlem par Roberta Wash). Le principal projet aux États-Unis est actuellement celui de la tour de la Liberté à New York, sur le site du World Trade Center.

## Protection du patrimoine architectural

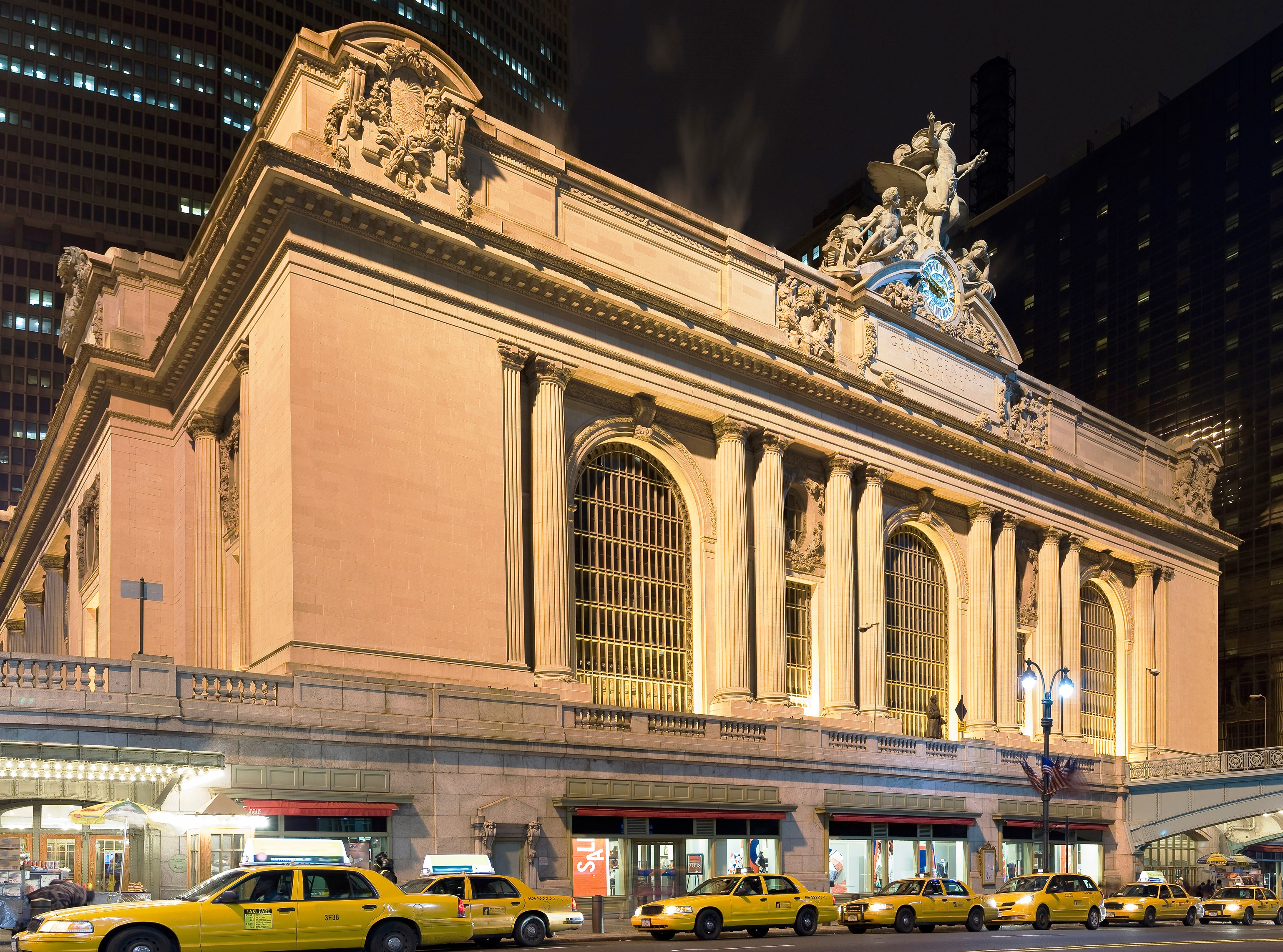
Grand Central Terminal de New York, sauvé de la démolition dans les années 1970

Les États-Unis eurent la chance d'être épargnés par les destructions occasionnées par les deux guerres mondiales. Ils n'ont pas connu les bombardements et la destruction des villes comme l'Europe ou le Japon. Par contre, le territoire présente des risques naturels importants pour le patrimoine : séismes en Californie, cyclones autour du golfe du Mexique sont particulièrement dévastateurs. Pour protéger les bâtiments historiques des appétits spéculatifs et privés, l'État fédéral s'est doté de plusieurs institutions : au début du XXe siècle, les monuments nationaux américains sont créés pour protéger des sites naturels mais aussi des réalisations architecturales (villages amérindiens, forts de l'époque coloniale, missions espagnoles…) ; depuis 1935, le Service des parcs nationaux (National Park Service en anglais) se charge de répertorier les bâtiments, les monuments ou les quartiers d'intérêt historique aux États-Unis.
Mais le mouvement de réhabilitation des bâtiments anciens se développe surtout à partir des années 1970. On proteste contre les opérations de rénovation urbaine destructrice (à New York, Pennsylvania Station démolie en 1963 et Singer Building détruit en 1968). En 1975, une campagne d'opinion à laquelle participe Jackie Kennedy sauve de la destruction la gare Grand Central Terminal de New York, construite au début du XXe siècle. En 1998, les travaux de restauration intérieure ont fait réapparaître le plafond constellé du hall principal.
À l'occasion du bicentenaire de la Déclaration d'indépendance (1976), le gouvernement décide de rénover l'héritage urbain et local de la nation. Il prend conscience de défendre aussi le patrimoine plus récent : c'est ainsi que le lycée de Little Rock fut enregistré comme site historique protégé le 6 novembre 1998 pour son importance dans le mouvement des droits civiques à la fin des années 1950. Avec la désindustrialisation, la réhabilitation des anciens entrepôts ou usines est devenue très active. On parle d'Adaptive re-use, volonté d'adapter une vieille structure à de nouveaux usages tout en conservant leur intérêt historique. Enfin, les associations telles que Historic New England sont attentives à préserver et entretenir le patrimoine local.

## Écoles d'architecture américaines

### Histoire
L'enseignement de l'architecture dans la première moitié du XIXe siècle reste sous l'influence des méthodes anglaises. D'autre part, il n'existe pas encore de lieux de formation spécialisée. Les agences d'architecture et leurs bibliothèques font office d'écoles. Les sketching clubs donnent des cours du soir dans les grandes métropoles. Ils se fédèrent en 1891 pour former l'Architectural League of America.
En 1865, les premiers cours d'architecture sont dispensés au MIT sous la houlette de William Robert Ware, puis à l'université Columbia en 1881. Le congrès de l’American Institute of Architecture (AIA) se réunit pour la première fois en 1867. La société des architectes des Beaux Arts (Society of Beaux-Arts architects) est créée en 1894. Il faut attendre 1903 pour qu'un département d'architecture ouvre sur la côte ouest, à l'université de Berkeley. En 1905, l'académie américaine ouvre ses portes à Rome. Cet enseignement s'ouvre lentement aux minorités (le noir William Taylor sort major de sa promotion au MIT en 1892) et aux femmes. L'architecte Julia Morgan est choisie par William Randolph Hearst pour construire sa résidence de San Simeon.
Les revues d'architecture contribuent à diffuser l'intérêt pour cette discipline : l'une des premières est l'American Architect and Building News à Boston en 1876. À San Francisco, on peut lire le Californian Architect and Building News dès 1879.
L'influence de l'École des Beaux-Arts de Paris reste prépondérante et les architectes américains sont formés dans la capitale française. Vers 1900, une quinzaine d'écoles d'architectures sont présentes sur le territoire américain, dont les cours sont assurés par des professeurs formés aux Beaux-Arts. Le Beaux-Arts Institute of Design est créé en 1916 : il organise des concours dont le Prix de Paris qui permet aux étudiants américains en architecture d'aller se former à Paris.
L'académie Cranbrook, près de Détroit, a formé des architectes américains au XXe siècle. Voulu par George G. Booth, un magnat de la presse, le projet fut confié à Eliel Saarinen. Une école de garçons est construite entre 1926 et 1930 ; puis vient une école de filles (1929-1931). Avec son fils, il construit à Cranbrook l'Institut des sciences (1936-1937) et la bibliothèque de l'académie (1938-1942), qui s'inspire du palais de Tokyo à Paris.

### Aujourd'hui

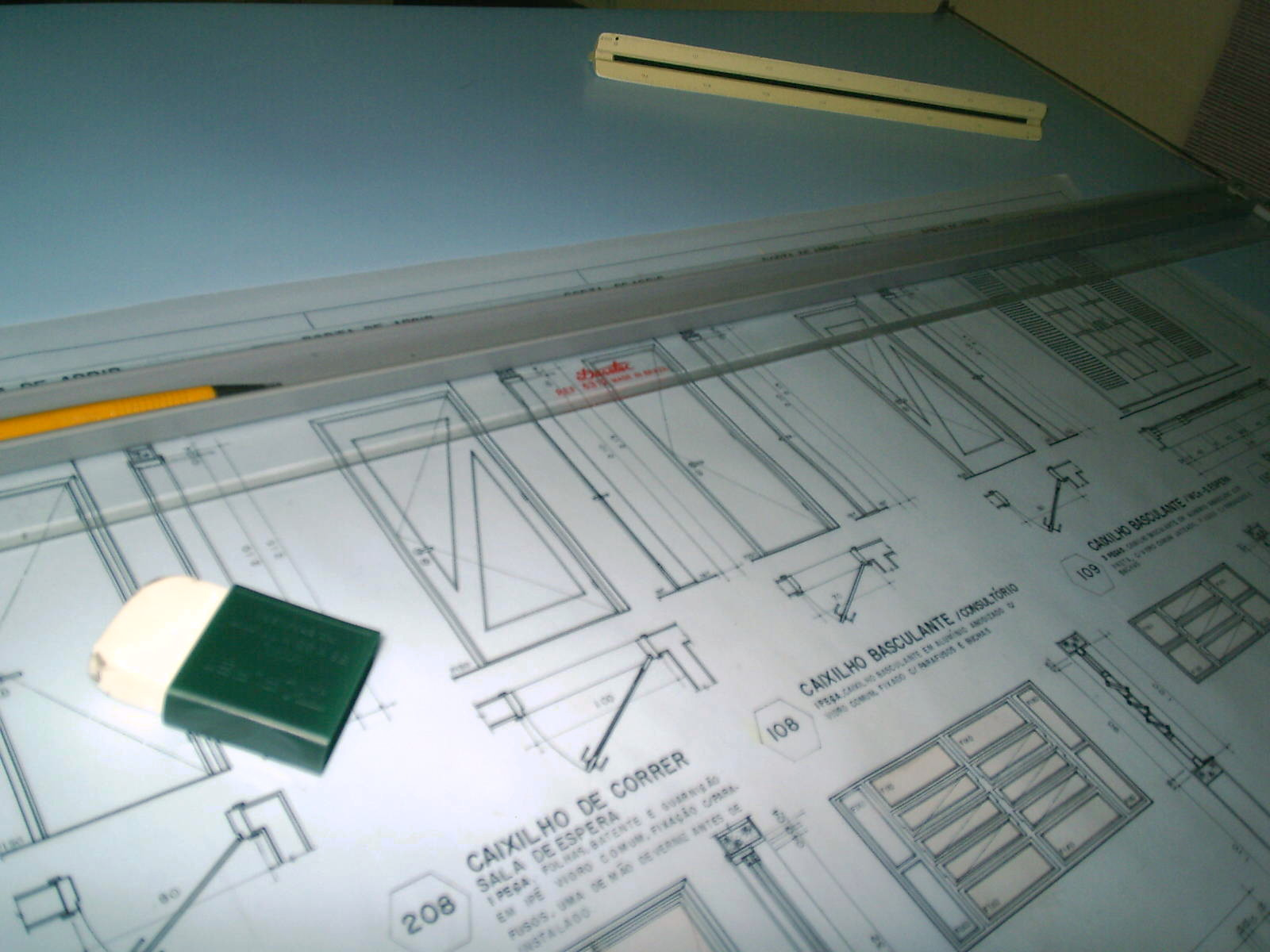
Table d'architecte

Les écoles d'architecture les plus réputées aux États-Unis sont (source) :
- Harvard Graduate School of Design ;
- Cal Poly, San Luis Obispo, College of Architecture and Environmental Design ;
- Université de Cincinnati, Design, Architecture, Art and Planning ;
- Université Cornell, College of Architecture, Art and Planning ;
- Yale, School of Architecture ;
- Université du Texas à Austin, School of Architecture ;
- Université d'État du Kansas, College of Architecture, Planning and Design ;
- Université du Michigan, TAUBMAN COLLEGE Architecture and Urban Planning ;
- Université de Pennsylvanie, School of Design ;
- Université Columbia, New York, Graduate School of Architecture, Planning and Preservation;
- Université de Syracuse, Syracuse (New York), Syracuse University School of Architecture;
- Florida International University, Miami, FIU School of Architecture.

## Architectes américains

### Classement alphabétique
Voir Liste des architectes américains.

### Classement par style
| - Asher Benjamin - Charles Bulfinch - John Gardner-Pingree - Peter Harrison - Thomas Jefferson - Benjamin Latrobe - John MacPherson - Robert Mills - William Strickland - Henry Walters - Alexander Jackson Davis - Andrew Jackson Downing - Cass Gilbert - Raymond Hood - Richard Upjohn | - Daniel Burnham - Paul Philippe Cret - Frank Furness - Bertram Grosvenor Goodhue - Richard Morris Hunt - Edith Northman - John Russell Pope - Henry Hobson Richardson - Ernest Flagg - Daniel Burnham - William Le Baron Jenney - William Holabird - Martin Roche - Louis Sullivan - Louis Sullivan - Frank Lloyd Wright | - Philip Johnson - Pietro Belluschi - Paul Rudolph - Marcel Breuer - Bertrand Goldberg - Louis Kahn - Richard Meier - Peter Eisenman - Daniel Libeskind - Peter Eisenman - Frank Gehry - Robert Venturi - Philip Johnson - Michael Graves - Charles Willard Moore - I. M. Pei - César Pelli - Antoine Predock - Kevin Roche - Wallace K. Harrison - Stanley Tigerman - Edward Larrabee Barnes - John Dinkeloo |